# Mohammad Mossadegh

Mohammad Mossadegh (1951)

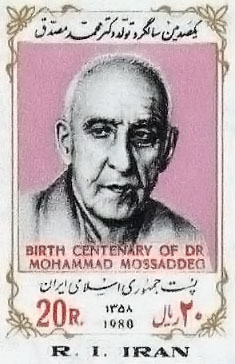
Briefmarke der iranischen Post zum Gedenken an den 100. Geburtstag von Mossadegh

Mohammad Mossadegh (persisch محمد مصدق, DMG Moḥammad-e Moṣaddeq [mohæˈmːæd-e mosæˈdːeɣ]; * 1880 oder * 16. Juni 1882 in Teheran; † 5. März 1967 ebenda) war ein iranischer Politiker. Mossadegh war Mitbegründer der Nationalen Front und von 1951 bis 1953 zweimal demokratisch gewählter Premierminister Irans.
Mit 14 Jahren wurde er Finanzverwalter der Provinz Chorasan. Von 1909 bis 1914 studierte er in Paris und Neuenburg Ökonomie und Jura, promovierte mit einer rechtswissenschaftlichen Dissertation über das islamische Erbrecht. Nach seiner Rückkehr nach Iran arbeitete er wieder als Finanzbeamter. Nach dem Ende des Ersten Weltkriegs wurde Mossadegh Gouverneur in der Provinz Fars.
Im Jahr 1920 wurde Mossadegh Justizminister und 1921 im Kabinett von Premierminister Ahmad Qavām Finanzminister. Die von ihm angeregte Finanzreform wurde vom Parlament abgelehnt, woraufhin Mossadegh von seinem Amt zurücktrat. 1923 wurde Mossadegh im Kabinett von Hassan Pirnia Irans Außenminister. Nach dem Rücktritt von Hassan Pirnia kandidierte Mossadegh bei den Parlamentswahlen und wurde als Abgeordneter der 5. und 6. Legislaturperiode gewählt. 1928 zog sich Mossadegh aus der Politik zurück, da per Gesetz die Annahme öffentlicher Ämter durch Iraner mit doppelter Staatsangehörigkeit verboten war. Nach der anglo-sowjetischen Invasion im Jahr 1941 kandidierte Mossadegh wieder für das Parlament und wurde Abgeordneter in der 14. Legislaturperiode. Bei den Wahlen zur 15. und 16. Legislaturperiode unterlag Mossadegh, konnte dann aber eine Nachwahl im Juni 1950 gewinnen. Die Wahl zur 16. Legislaturperiode war zunächst umstritten, da Mossadegh das durch die Verfassung auf 70 Jahre begrenzte Höchstalter für Abgeordnete bereits überschritten hatte.
Von 1951 bis 1953 war Mossadegh – mit einer kurzen Unterbrechung im Juli 1952 – Premierminister Irans. Seine Zeit als Premierminister war von der Auseinandersetzung mit der britischen Regierung nach der Verstaatlichung der Anglo-Iranian Oil Company gekennzeichnet, welche die Abadan-Krise auslöste. Mossadegh wurde am 19. August 1953 durch völkerrechtswidriges Betreiben der Nachrichtendienste der USA und Großbritanniens gestürzt (Operation Ajax), danach wegen Landesverrats angeklagt und zu drei Jahren Gefängnis und anschließendem Hausarrest verurteilt. Bis zu seinem Tod lebte Mossadegh auf seinem Landgut in Ahmad Abad.

## Leben und politische Laufbahn

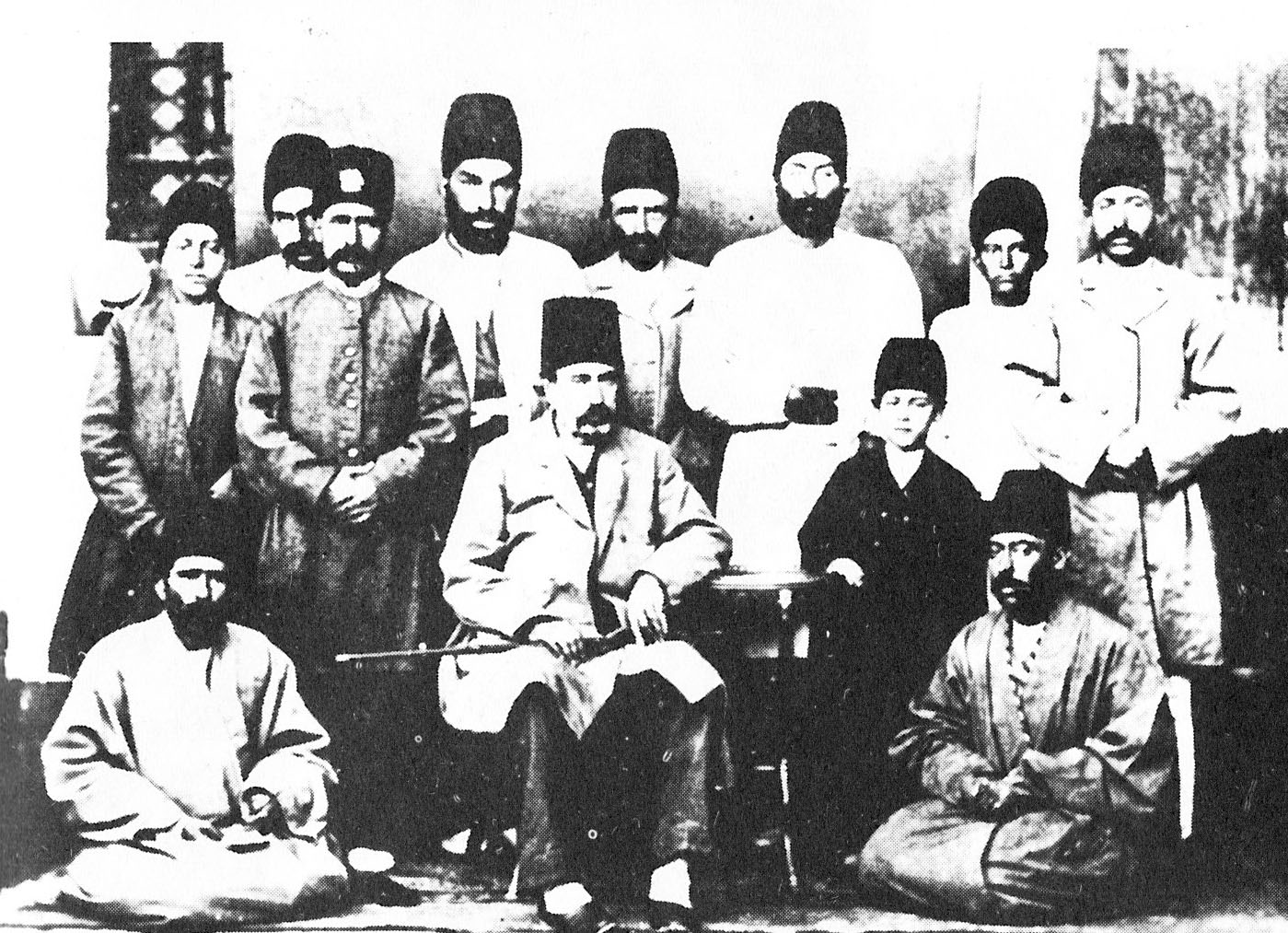
Mirza Hedayat (Mitte sitzend) mit Mirza Mohammad (rechts) in Chorasan (ca. 1892)

### Herkunft
Mohammad Mossadegh wurde als Sohn des Mirza Hedayat (eig. Hedayatollah) Aschtiani, Vazir Daftar, eines Finanzverwalters (mostofi), und der Kadscharen-Prinzessin Schahzadeh Nadschmeh-al-Saltaneh (1858–1933) geboren. Mirza Mohammad, wie Mohammad Mossadegh vor der Annahme des Nachnamens „Mossadegh“ genannt wurde, war über die Linie seiner Mutter Nadschmeh-al-Saltaneh – einer Enkelin von Abbas Mirza – Cousine von Nāser ad-Din Schāh und Schwester von Abdol Hossein Mirza Farmanfarma, ein Neffe von Mozaffar ad-Din Schah. Der Vater von Mirza Mohammad, Mirza Hedayatollah, war der Cousin von Mostofi-al-Mamalek, dem Vater von Hassan Mostofi. Mirza Mohammad hatte zwei Brüder, Mirza Hossein und Mirza Ali. Seine Schulausbildung erhielt Mirza Mohammad durch Hauslehrer.

### Finanzverwalter (Mostofi)

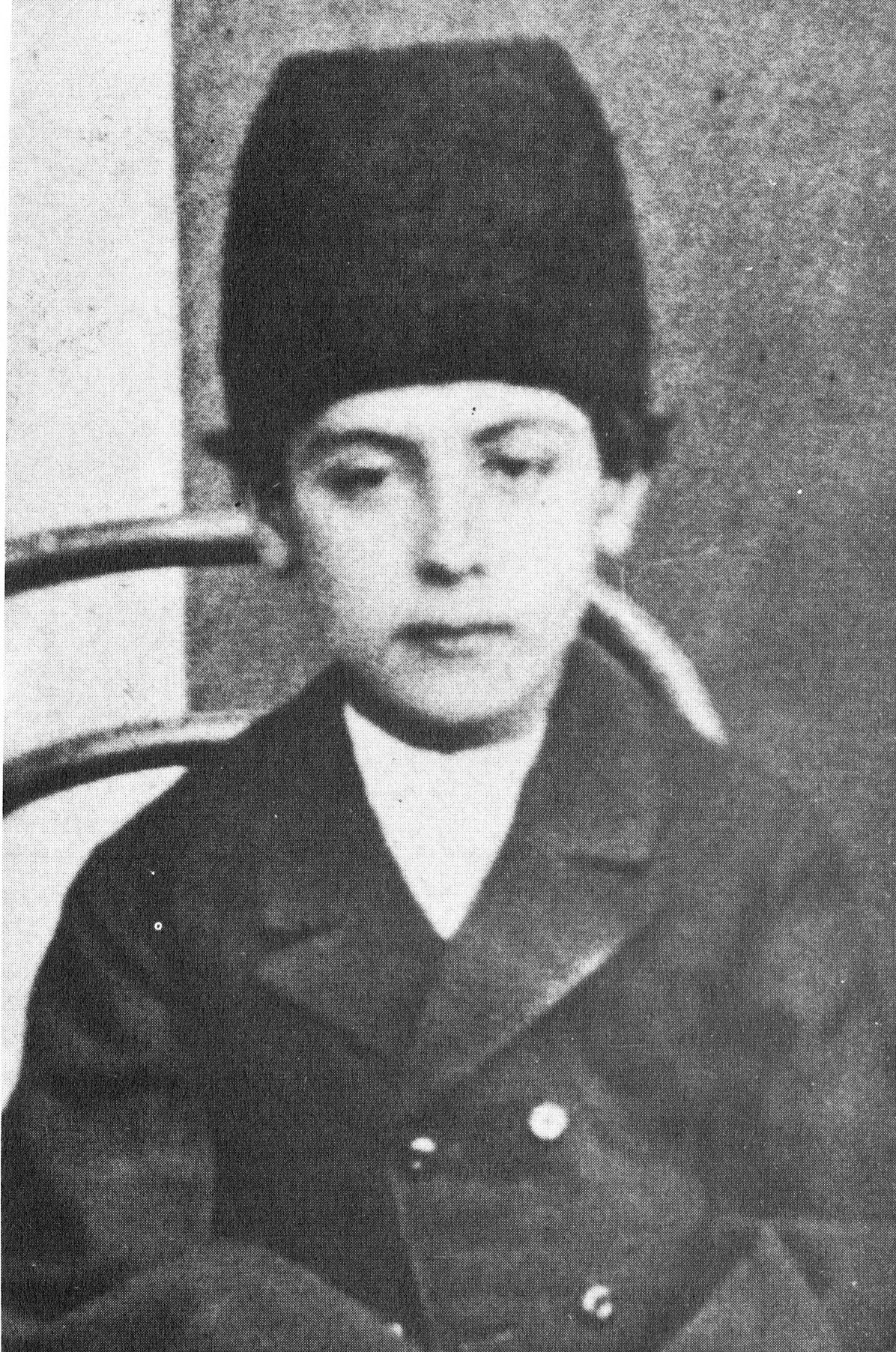
Mirza Mohammad (ca. 1896)

Am 9. September 1888 erbat sein Vater von Nāser ad-Din Schāh, dass sein Sohn Mirza Mohammad zum Mostofi-aval (Erster Finanzverwalter) ernannt werden solle. Nāser ad-Din Schāh entsprach der Bitte und setzte Mirza Mohammad als Mostofi-aval auf die Gehaltsliste des Hofes. Mirza Mohammad war zu diesem Zeitpunkt neun Jahre alt. Im Alter von zwölf Jahren wurde Mirza Mohammad von Mirza Mahmoud, dem Finanzverwalter von Chorasan, eingestellt und mit einem monatlichen Einkommen von 120 Toman aus dem Konto „Kassendifferenzen“ entlohnt. In dieser Zeit erfuhr Mirza Mohammad eine Ausbildung zum Mostofi.
Als sein Vater am 29. August 1892 starb, ernannte Nāser ad-Din Schāh den älteren Bruder von Mirza Mohammad, Mirza Hossein, zum Vazir Daftar (Minister). Dem jüngeren Bruder, Mirza Ali, verlieh Nāser ad-Din Schāh den Titel Movasegh-al-Saltaneh (Der Vertrauenswürdige des Königreichs) und Mirza Mohammad erhielt den Titel Mossadegh-al-Saltaneh (Der Gerechte des Königreichs). Mit 13 Jahren bezog Mohammad Mossadegh-al-Saltaneh vier Einkommen: einen Teil der Rente des Großvaters Firuz Mirza, eines Bruders von Mohammad Schah, einen Ehrensold als Mostofi, das Gehalt als Finanzangestellter von Chorasan und nach dem Tod des Vaters auch anteilig dessen Rente.
Drei Jahre nach dem Tod seines Vaters heiratete seine Mutter Nadschmeh-al-Saltaneh 1895 Mirza Fazl-Allah Vakil-al-Molk, den Privatsekretär von Mozaffar ad-Din Schah. Die Tante von Mirza Mohammad und Schwester seiner Mutter Nadschmeh-al-Saltaneh war zu dieser Zeit bereits mit Mozaffar ad-Din Schah verheiratet. Am 21. Dezember 1896 wurde Mohammad Mossadegh-al-Saltaneh auf Anordnung von Mozaffar ad-Din Schah das Amt des Finanzverwalters von Chorasan übertragen.
Unter der Regentschaft von Mozaffar ad-Din Schah erwarb Mohammad Mossadegh-al-Saltaneh ein großes Vermögen. Innerhalb von nur zehn Jahren wurde er zu einem der größten Grundbesitzer Irans. In den zu Beginn der Konstitutionellen Revolution Irans veröffentlichten Notizen von Saif-Allah Vahidniya wird eine Liste von 93 Großgrundbesitzern aufgeführt, auf der neben Mohammad Mossadegh-al-Salteneh auch seine Mutter, sein Stiefvater, sein Bruder, seine zwei Schwäger, seine Tante und sein Onkel Abdol Hossein Mirza Farmanfarma aufgeführt sind.

### Die Konstitutionelle Revolution

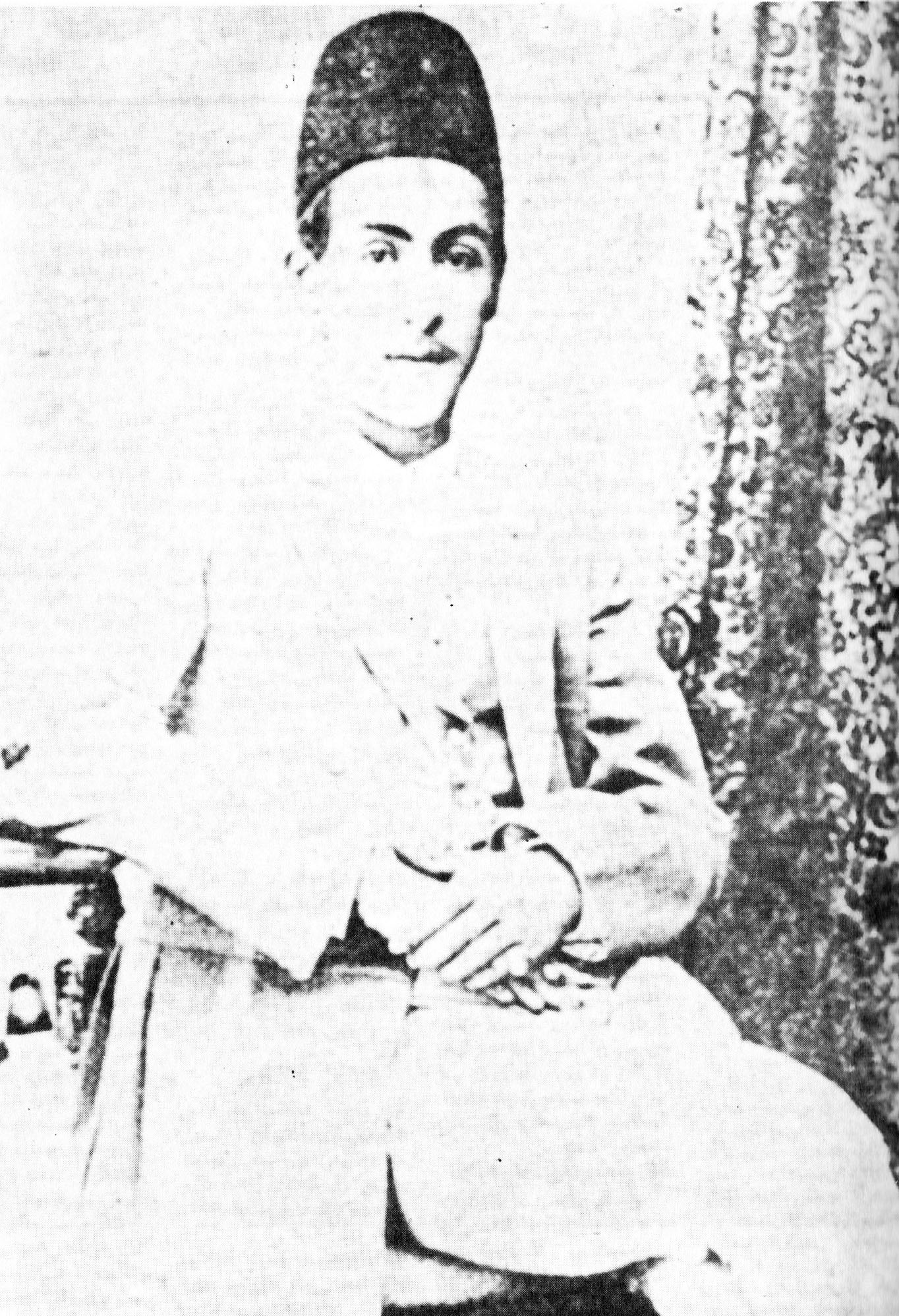
Mohammad Mossadegh vor der Konstitutionellen Revolution (ca. 1907)

Während der von 1905 bis 1911 andauernden Konstitutionellen Revolution Irans, in der die Iraner sich gegen die absolutistische Herrschaft von Mozaffar ad-Din Schah eine Verfassung und ein Parlament erkämpften, trat Mohammad Mossadegh als Gegner der parlamentarischen Bewegung in Erscheinung. Nach der Konstituierung des ersten Parlaments waren die Abgeordneten zunächst damit beschäftigt, die Finanzverwalter (Mostofis) zu entmachten und ein transparentes Finanzsystem aufzubauen, das als Grundlage für die Erstellung eines Haushalts und einer staatlichen Verwaltung dienen konnte. Erst 1911 sollten diese Bemühungen mit der Berufung des US-Amerikaners Morgan Shusters Erfolg haben.
Mohammad Mossadegh hatte damit gerechnet, den Posten seines älteren Bruders – eines Vazir Daftar – zu übernehmen. Nach der Konstitutionellen Revolution war die zuvor übliche direkte Weitergabe eines Amtes innerhalb einer Familie jedoch nicht mehr möglich. Ferner hatte das Parlament die bisher üblichen Sonderzahlungen (Rosoum) für von Mostofis erteilte Konzessionen abgeschafft, so dass das Amt seine finanzielle Attraktivität verloren hatte. Mossadegh entschied sich somit, seinen Posten als Mostofi aufzugeben und für das neu gegründete Parlament zu kandidieren. Noch war der Parlamentarismus in Iran vollkommen neu. Das Wahlrecht war ein Klassenwahlrecht und da die Abgeordneten für ihre Tätigkeit zunächst nicht finanziell entlohnt wurden, waren mehrere Mandate ohne Kandidaten geblieben. Formale Voraussetzung für die Kandidatur war, dass man in dem Wahlkreis, den man vertreten wollte, wohnte, Mitglied der entsprechenden Klasse war, kein öffentliches Amt bekleidete und mindestens 30 Jahre alt war. In Chorasan, dem Wohnort Mossadeghs, war das Mandat bereits vergeben, aber in Isfahan, wo Mossadeghs Frau zwei Anwesen besaß, gab es keinen Vertreter der Klasse der Notabeln. Da der Wahltermin bereits verstrichen war, schrieb der Gouverneur von Isfahan an den Parlamentspräsidenten einen Brief, in dem er Mohammad Mossadegh als gewählten Abgeordneten von Isfahan für die Klasse der Notablen benannte. Die Wahlprüfungskommission des Parlaments lehnte es allerdings ab, Mossadegh als Abgeordneten zu bestätigen, da es keine Wahl in Isfahan gegeben hatte und Mossadegh das Mindestalter von 30 Jahren noch nicht erreicht hatte. Hinzu kam, dass er nicht in Isfahan wohnte und dort auch nicht weiter bekannt war. Eine Intervention beim Parlament brachte keinen Erfolg, da der Abgeordnete Seyyed Hassan Taqizadeh mit dem Verweis auf die Wahlprüfungskommission eine Abstimmung zu Gunsten Mossadeghs verhinderte. Nach dieser Niederlage wurde Mossadegh zu einem erbitterten politischen Gegner Taqizadehs. Mossadegh wandte sich an seinen Onkel Abdol Hossein Mirza Farmanfarma, der seinen Einfluss geltend machen sollte. Farmanfarma, zu diesem Zeitpunkt Justizminister, wandte sich an den Parlamentspräsidenten Ehtescham al-Saltaneh, der dann in der 190. Sitzung des Parlaments am 13. November 1907 vorschlug, man möge doch Mossadegh aufgrund seiner Qualifikation als Abgeordneten in das Parlament aufnehmen. Aber auch dieser Versuch scheiterte, die Abgeordneten des Majlis lehnten es mehrheitlich ab, wegen Mossadegh eine Ausnahme von den gesetzlichen Regelungen zu machen. Mossadegh hatte seine Tätigkeit als Mostofi und die damit verbundenen Einkünfte verloren. Mit dem neuen parlamentarischen System wurden staatliche Posten nach Recht und Gesetz und nicht wie zuvor nach familiären Beziehungen vergeben.
1907 hatte sich Mohammad Mossadegh in die von Mohammad Ali Foroughi geleitete Teheraner Hochschule für Politische Wissenschaften eingeschrieben, besuchte allerdings keine Lehrveranstaltungen. Mossadegh wollte als angehender Parlamentsabgeordneter nicht mehr als Student gelten. Als er sich 1908 zu den Abschlussprüfungen anmelden wollte, wurde ihm die Teilnahme an den Prüfungen von Foroughi verweigert, da er nicht an den Lehrveranstaltungen teilgenommen hatte. Mit dieser Entscheidung wurde eine lebenslange Feindschaft zwischen Mossadegh und Foroughi begründet.
Inzwischen hatte sich der Machtkampf zwischen dem Parlament und Mohammed Ali Schah zugespitzt. Am 23. Juni 1908 begann die Beschießung des Parlaments mit den Kanonen der persischen Kosakenbrigade. Den 600 bewaffneten Verteidigern des Parlaments standen 2000 persische Kosaken gegenüber. Nach vier Stunden war der ungleiche Kampf beendet. Die Verteidiger des Parlaments mussten aufgeben. Die für den 8. August 1908 geplanten Neuwahlen wurden abgesagt und Mohammed Ali Schah erklärte am 22. November 1908, dass ein Parlament grundsätzlich gegen islamische Gesetze verstoße. An die Stelle des Parlaments trat ein von Mohammed Ali Schah berufener Hoher Rat, der aus 50 von ihm persönlich ausgewählten Personen aus den Klassen der Großgrundbesitzer, Kaufleute, Notabeln und Kadscharenprinzen bestand. Die einfache Bevölkerung war nicht weiter vertreten. Der Hohe Rat arbeitete Gesetzesvorlagen aus, die dann von Mohammed Ali Schah entweder verworfen oder durch seine Unterschrift bestätigt wurden. Nachdem Mohammad Mossadegh mit seinem Versuch, Abgeordneter im gewählten Parlament zu werden, gescheitert war, hatte er jetzt mehr Erfolg. Er gehörte zu den 50 Auserwählten und wurde von Mohammed Ali Schah in den Hohen Rat berufen. Die nun folgende Zeit vom 23. Juni 1908 bis 16. Juli 1909 wird als „die kurze Zeit der Diktatur“ bezeichnet, denn es sollte bis zum Juli 1909 dauern, bis die Kämpfer der konstitutionellen Bewegung aus Täbris, Gilan und Isfahan Teheran wieder befreit und der Diktatur Mohammed Ali Schahs ein Ende gesetzt hatten.

### Studium in Paris und der Schweiz
Im März 1909 reiste Mossadegh über Tiflis und Batumi auf dem Seeweg über Marseille nach Paris; zuständig für die Formalitäten war das persische Generalkonsulat in Tiflis. Um vom Außenministerium einen Pass zu bekommen, benötigte er die Genehmigung von Mohammed Ali Schah. Im Januar 1909 erhielt er bei Mohammed Ali Schah eine Audienz. Als Vorwand für seine dringende Reise nach Europa gab er an, dass er seinen Halbbruder Abolhassan Seghat al Dowleh persönlich in ein Internat nach Europa begleiten müsse. Mossadegh erhielt die Unterschrift von Mohammad Ali Schah, zahlte 2800 Toman „Bearbeitungsgebühr“ an Außenminister Saad-al-Dowleh und hatte seinen Pass, ausgestellt auf den Namen Mohammad Mossadegh als behördlich registrierter Familienname. Mossadegh ließ seine Familie und seinen gesamten Besitz in Iran zurück und kam im März 1909 in Paris an, meldete seinen Halbbruder in einem Internat an und wartete die weitere politische Entwicklung in Iran ab. Am 13. Juli 1909 wurde Teheran von den Kämpfern der konstitutionellen Bewegung besetzt, Mohammed Ali Schah floh in die russische Botschaft und wurde am 16. Juli 1909 vom Hohen Rat abgesetzt. Im Oktober 1909 fanden die Wahlen zum zweiten Parlament Irans statt, das sich am 15. November 1909 konstituierte.
Mohammad Mossadegh hatte sich nach seiner Ankunft in Paris noch im März 1909 an der École libre des sciences politiques als Gasthörer eingeschrieben. Er gab vor, als Stipendiat des iranischen Finanzministeriums zur Weiterbildung nach Paris gesandt worden zu sein. Eine Immatrikulation als regulärer Student war nicht möglich, da Mohammad Mossadegh kein Abitur besaß und auch keinen Nachweis seiner französischen Sprachkenntnisse erbringen konnte. Hassan Vosough, ein Verwandter Mossadeghs, der nach dem Sturz Mohammad Ali Schahs Finanzminister geworden war, schrieb auf Anfrage Mossadeghs einen Brief an den Direktor der Hochschule, dass Mohammad Mossadegh als Nachweis für eine Weiterbildung zwar keinen regulären Studienabschluss, aber einen Nachweis für den erfolgreichen Besuch einzelner Kurse benötige. Dank dieses Briefes konnte Mossadegh trotz seines Gasthörerstatus an den Prüfungen der Hochschule teilnehmen.
Mit den Prüfungsergebnissen der Pariser Ecole Libre Sciences Politique reiste Mohammad Mossadegh nach Neuenburg in die Schweiz, um sich zum Wintersemester 1910 an der Universität von Neuenburg als Student der Rechtswissenschaften einzuschreiben. Die Schweizer Universitätsverwaltung nahm an, dass die französische Hochschulverwaltung die Studienvoraussetzungen Mossadeghs bereits überprüft hatte, und ließ Mossadegh unter Anerkennung der Studienleistungen in Paris zum Studium zu. An der Ecole Libre Sciences Politique meldete sich Mossadegh zunächst krank, und nachdem er die ersten Prüfungen an der Universität Neuenburg bestanden hatte, meldete er sich zum Ende des Studienjahres 1910/1911 ab.
Im Sommersemester 1913 schloss Mohammad Mossadegh sein Studium an der Universität Neuenburg mit der Licence à Droit (Lizenziat in Rechtswissenschaften) ab und begann mit dem Promotionsstudium. Nach der Annahme seines Dissertationsthemas Das islamische Erbrecht durch den Fakultätsrat der Universität Neuenburg reiste Mohammad Mossadegh für drei Monate nach Teheran. Zurück in Neuenburg begann Mossadegh ein sechs Monate dauerndes Referendariat bei der Anwaltskanzlei Jean Roullet. Vormittags arbeitete Mossadegh in der Kanzlei und nachmittags übersetzte er mit der Hilfe eines iranischen Studienkollegen den Text von Ali Asghar Madschedi aus dem Persischen ins Französische. Im Juli 1914 wurde Mossadegh mit der Arbeit Le testament en droit musulman (secte chiite) promoviert.
Zu Beginn seiner Tätigkeit bei der Anwaltskanzlei Jean Roullet beantragte Mohammad Mossadegh die Schweizer Staatsbürgerschaft, die er aufgrund eines Aufenthaltsnachweises von drei Jahren und eines positiven Führungszeugnisses der Stadt Neuenburg auch problemlos erhielt.

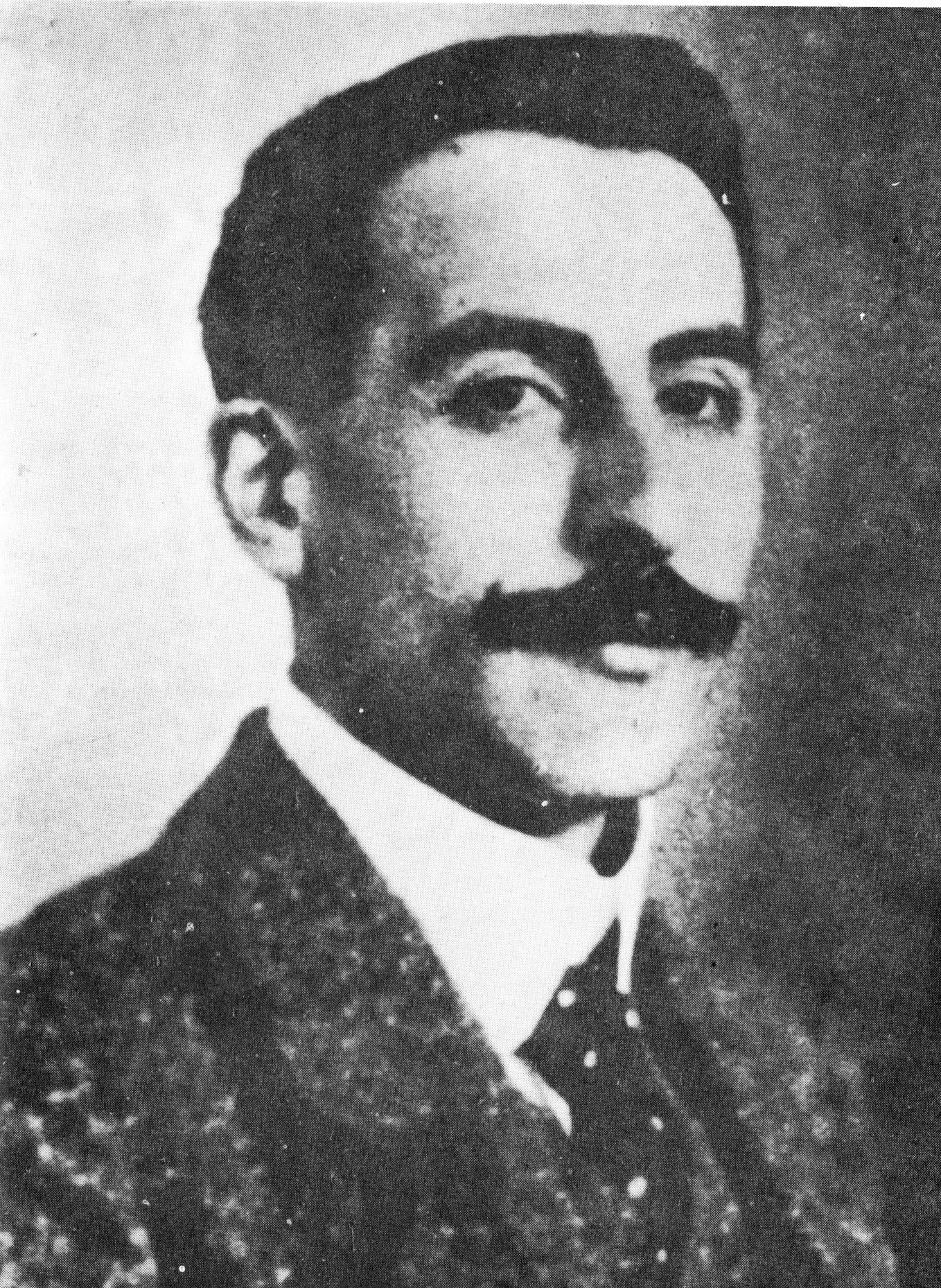
Mohammad Mossadegh (1920)

### Rückkehr nach Iran
Am 2. August 1914, zu Beginn des Ersten Weltkrieges, kehrte Mohammad Mossadegh nach Teheran zurück. 1916 wurde er Unterstaatssekretär im Finanzministerium und später stellvertretender Finanzminister. Im Jahre 1919 löste er seinen Onkel Prinz Farmanfarma als Gouverneur der Provinz Fars ab. Das Amt des Gouverneurs von Fars, das er durch Vermittlung des Premierministers Hassan Vosough erhalten hatte, übte er bis 1921 aus. Seine Zeit als Gouverneur wurde von dem Putsch vom 21. Februar 1921 überschattet, mit dem Seyyed Zia al Din Tabatabai neuer Premierminister wurde. Mossadegh, der von Ahmad Schah verfassungskonform als Gouverneur ernannt worden war, weigerte sich, mit Tabatabai zu kooperieren. Mossadegh entging nur knapp einer Festnahme im Rahmen einer von Tabatabai angeordneten Maßnahme, die sich vor allem gegen Großgrundbesitzer richtete, die ihre Steuern nicht bezahlt hatten. Der massive politische Widerstand der Großgrundbesitzer zwang Tabatabai am 23. Mai 1921 zum Rücktritt und Ahmad Qavam wurde neuer Premierminister.

### Finanzminister, Gouverneur, Außenminister
Am 28. Mai 1921 wurde Mossadegh Finanzminister unter Premierminister Ahmad Qavam, welchen Posten er nur unter der Bedingung ausgedehnter Vollmachten angenommen hatte.  In dieser Zeit arbeiteten Mossadegh und Reza Khan, der Kriegsminister war, als Kabinettskollegen eng zusammen. Mossadegh verlangte vom Parlament Sondervollmachten, um das Finanzministerium grundlegend reformieren zu können, die ihm das Parlament zunächst gewährte, später aber wieder entzog, worauf er am 14. November 1921 zurücktrat. Am 15. Februar 1922 wurde Mossadegh zum Generalgouverneur von Aserbaidschan ernannt,. Unter Ministerpräsident Pirnia wurde Mossadegh Außenminister. Auch in diesem Kabinett waren Mossadegh und Reza Khan, der weiter das Kriegsministerium innehatte, Kabinettskollegen. Bereits am 23. Oktober 1923 trat Pirnia aber als Premierminister zurück. Neuer Premierminister wurde Reza Khan, in dessen Kabinett Mossadegh allerdings keinen Ministerposten angeboten bekam. In der anstehenden Parlamentswahl bewarb sich Mossadegh daher um einen Parlamentssitz und wurde als Abgeordneter des Wahlkreises Teheran auf dem 12. und damit letzten Listenplatz ins 5. Parlament (Madschlis) gewählt.

### Abgeordneter
Nachdem das iranische Parlament 1925 Ahmad Schah Kadschar abgesetzt und Reza Khan als neuen Schah eingesetzt hatte, überwarf sich Mossadegh mit Reza Schah – er stimmte 1925 als einer der wenigen gegen seine Ernennung zum Schah – und kandidierte 1928 nicht mehr für das Parlament. Mohammad Mossadegh zog sich aus der Politik zurück.
Mohammad Mossadegh bewarb sich erstmals wieder 1944 – Reza Schah war inzwischen zu Gunsten seines Sohnes Mohammad Reza zurückgetreten – um ein Abgeordnetenmandat und errang einen Sitz im 14. iranischen Parlament. Der junge Schah Mohammad Reza Pahlavi bot Mossadegh das Amt des Premierministers an, zog seine Nominierung aber wieder zurück, da Mossadegh die Bedingung stellte, dass er sein Abgeordnetenmandat wieder erhalten wolle, wenn er als Premierminister entlassen würde, was aus verfassungsrechtlichen Gründen allerdings nicht möglich war.

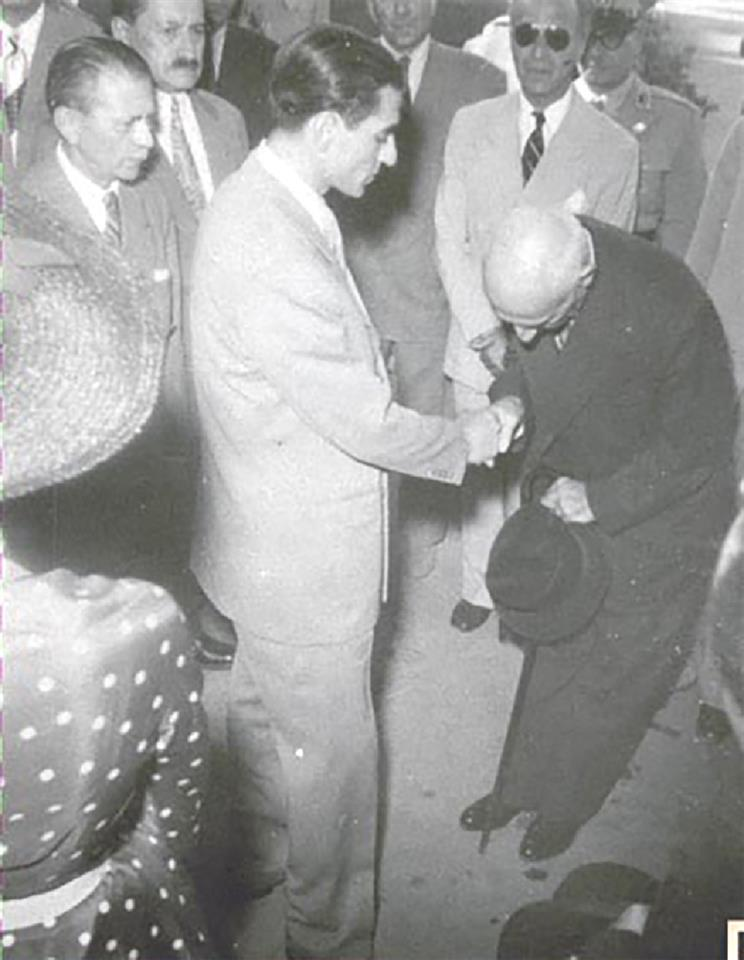
Schah Mohammad Reza Pahlavi empfängt Mohammad Mossadegh (1951)

Bei der Wahl zur 15. Sitzungsperiode des Parlaments verlor Mossadegh seinen Wahlkreis und wurde nicht wieder ins Parlament gewählt. Im Dezember 1947 kandidierte Mossadegh nach dem Rücktritt von Premierminister Qavām für das Amt des Premierministers, scheiterte aber an einer einzigen Stimme (53 dafür, 54 dagegen). Die Mehrheit des Parlaments entschied sich für Ebrahim Hakimi, der für ein Jahr im Amt bleiben sollte. Sein Nachfolger wurde Abdolhossein Hazhir, der bereits nach sechs Monaten sein Amt aufgab und durch Mohammad Sa'ed Maraghei abgelöst wurde. Hazhir übernahm im Kabinett Maraghei das Amt des Hofministers in einem Ministerium, das für die Verbindung zwischen Regierung und Schah zuständig war.

#### Attentat auf Mohammad Reza Schah Pahlavi und Hofminister Abdolhossein Hazhir
Am 4. Februar 1949 kam es dann zu einem folgenschweren Attentat auf Schah Mohammad Reza Pahlavi. Der Attentäter Fakhr Arai hatte mehrere Schüsse auf den Schah abgefeuert, die ihn zwar verletzten, aber nicht tödlich waren. Als Folge des Attentats wurde die kommunistische Tudeh-Partei verboten, obwohl nicht nachgewiesen werden konnte, ob der Attentäter der linken oder der islamistischen Szene zuzuordnen war.
Während der Wahlen zum 16. Parlament im Oktober 1949 wandten sich Mossadegh und sieben seiner Gefolgsleute an Mohammad Reza Schah und kritisierten die seiner Meinung nach von der Regierung nicht korrekt durchgeführten Wahlen. Der Schah empfing Mossadegh und seine Anhänger und sagte freie und faire Wahlen zu. Nach dem Gespräch gab Mossadegh die Gründung eines neuen politischen Bündnisses – der Nationalen Front – bekannt, das in Teheran mit zwölf Kandidaten zur Parlamentswahl antrat. Mozaffar Baqai, der sich an dem Parteienbündnis „Nationale Front“ beteiligte, gründete eine Organisation zur Wahlbeobachtung.
Am 4. November 1949 wurde ein Attentat auf Hofminister Abdolhossein Hazhir verübt. Hossein Emami, ein Mitglied der Fedajin-e Islam, der bereits an der Ermordung Ahmad Kasravis am 11. März 1946 beteiligt war, stach auf Hazhir ein, als er für eine offizielle Feier die Sepahsalar-Moschee in Teheran betreten wollte. Am folgenden Tag verstarb Hazhir an seinen schweren Verletzungen. Siebenundzwanzig Mitglieder der Nationalen Front, darunter Mozaffar Baqai, wurden wegen Verdachts auf Beteiligung an dem Attentat auf Hazhir festgenommen. Unter den Festgenommenen befand sich auch Chalil Tahmassebi, der spätere Mörder von Premierminister Ali Razmara. Mossadegh verließ auf Anraten von Mohammad Daftari, des Schwiegersohnes von Mossadegh und Polizeichefs von Teheran, die Stadt Teheran und ging auf sein Landgut nach Ahmad Abad. Am 10. November 1949 wurden die Parlamentswahlen in den Wahlbezirken Teherans wegen des Attentats auf Hazhir für ungültig erklärt. Die Nachwahlen der zwölf Teheraner Abgeordnetensitze fanden am 8. Februar 1950 statt. Die Nationale Front errang bei diesen Wahlen acht der zwölf Mandate, konnte sie aber zu Beginn der Legislaturperiode am 18. Februar 1950 nicht wahrnehmen, da die Gewählten wegen des Verdachts auf Beteiligung an dem Attentat auf Hazhir noch im Gefängnis waren oder wie Mossadegh unter dem Verdacht der Tatbeteiligung standen. Die Untersuchungen zum Attentat auf Hazhir wurden Anfang April 1950 beendet. Hossein Emami wurde als Einzeltäter zum Tode verurteilt und hingerichtet. Mossadegh, Baqai und die anderen gewählten Mitglieder der Nationalen Front konnten ihr Mandat ab dem 25. April 1950 wahrnehmen.

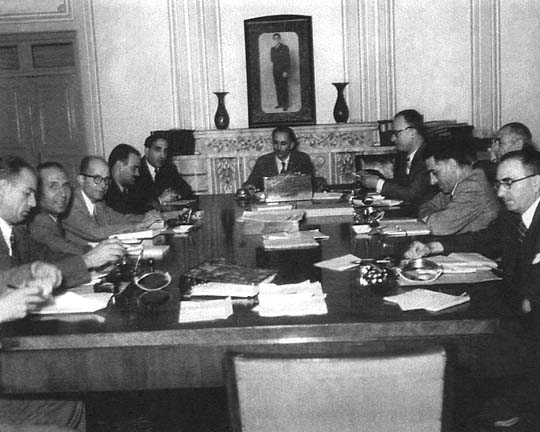
Ölkommission des iranischen Parlaments, Allahyar Saleh (Mitte); rechts von Saleh: Abdollah Moazami, Hassibi, Schayegan, Oberster Richter Soruri, Hossein Makki; links von Saleh: Matin-Daftari, Reza-zadeh Schafagh, Abol Qassem Nadschm, Senator Naghavi

#### Einsetzung des parlamentarischen Ausschusses für Ölfragen
Die Frage der Ölindustrie war ab Mitte 1949 das beherrschende politische Thema im iranischen Parlament. Diskutiert wurden die Ergebnisse der Verhandlung mit der AIOC, die Abdolhossein Hazhir 1948 vorbereitet hatte und die am 17. Juli 1949 mit einer von Finanzminister Abbasqoli Golschaiyan mit der AIOC ausgehandelten Vereinbarung mit einer bis zu 50-prozentigen Gewinnbeteiligung Irans und einer Überprüfung des Konzessionsabkommens nach 15 Jahren abgeschlossen werden konnte. Am 13. April 1950 wurde Radschab Ali Mansur vom Parlament als Premierminister das Vertrauen ausgesprochen. Als seine erste und dringendste Aufgabe sah Mansour die Ratifizierung des Gass-Golschaiyan-Abkommens an, um die Staatsfinanzen durch gesicherte Einnahmen aus der Erdölkonzession zu stabilisieren. Mossadegh griff Mansour am 20. Juni 1950 persönlich in einer Rede im Parlament an und drohte, ihm seinen Kopf wie einem Hühnchen abzuschlagen, wenn er es wagen würde, das Gass-Golschaiyan-Abkommen mit seiner parlamentarischen Mehrheit zu verabschieden. In dieser Sitzung wurde mit 51 Stimmen beschlossen, dass eine besondere Kommission für Ölfragen aus je drei Mitgliedern der bestehenden sechs Parlamentskommissionen eingerichtet wird. Elf Abgeordnete enthielten sich der Stimme. Aufgabe der Kommission sollte sein, das Gass-Golschaiyan-Abkommen zu analysieren. Gegen den Antrag auf Einrichtung der Kommission stimmten Mossadegh, Baqai, Makki, Ghaschghaii, Saleh, Schaygan, Aschtiyanizadeh, Keschavarz-Sadr, Seyyed-Ali Behbahani, Nariman. An der darauffolgenden Parlamentssitzung am 22. Juni 1950 wurden dann die 18 Mitglieder des Ausschusses gewählt. Überraschenderweise ließen sich auch Mossadegh, Makki, Saleh, Ghaschghaii, Schaygan und Seyyed-Ali Behbahani, die zuvor gegen die Kommission gestimmt hatten, als Mitglieder der Kommission wählen. Am 26. Juni 1950 konstituierte sich der Ausschuss und wählte mit einer Gegenstimme Mossadegh zu seinem Vorsitzenden.
Premierminister Mansour zog unter dem Eindruck des nur wenige Wochen zurückliegenden Attentats auf Hofminister Hazhir und der gegen ihn gerichteten Drohungen Mossadeghs die Konsequenzen und trat am 26. Juni 1950 zurück. Sein Nachfolger wurde Ali Razmara. Die politische Auseinandersetzung zwischen dem neuen Premierminister Razmara und Mossadegh war bereits zu Beginn der Amtszeit von Razmara von einer Morddrohung geprägt. Razmara stellte am 27. Juni 1950 sein Kabinett und sein Regierungsprogramm dem iranischen Parlament vor. In der folgenden Sitzung griff Mossadegh Razmara persönlich an:

„… Ich schwöre bei dem einen Gott, es wird Blut fließen, es wird Blut fließen. Wir werden kämpfen, und wir werden vielleicht getötet werden. Falls Sie ein Mann des Militärs sind, so bin ich mehr Soldat als Sie. Ich werde töten, noch in diesem Parlament werde ich Sie töten.“

In einer Sondersitzung am 24. Dezember 1950 sagte Premierminister Razmara im iranischen Parlament:

„Ich möchte hier klarstellen, dass Iran gegenwärtig nicht über die industriellen Möglichkeiten verfügt, das Öl aus der Erde zu holen, und es auf dem Weltmarkt zu verkaufen […] Meine Herrn, Sie können doch mit den Ihnen zur Verfügung stehenden Mitarbeitern nicht einmal eine Zementfabrik managen. […] Ich sage das in aller Deutlichkeit, wer das Vermögen und die Ressourcen unseres Landes in Gefahr bringt, begeht Verrat an unserem Volk.“

Am 11. Januar 1951 legte der Ausschuss für Ölfragen dem Parlament seinen Bericht vor, in dem er das Gass-Golschaiyan-Abkommen ablehnt. Das Parlament beauftragte den Ausschuss, einen Plan für das weitere Vorgehen auszuarbeiten. Premierminister Razmara beauftragte zusätzlich eine Expertengruppe, die vor allem die Frage einer möglichen Verstaatlichung prüfen sollte. Die Gutachter Fathollah Nacficy und Baqer Mostofi, die bei der AIOC beschäftigt waren, kamen zu dem Schluss, dass es für eine noch zu gründende nationale iranische Ölgesellschaft extrem schwierig sein würde, das Kartell der internationalen Ölgesellschaften aufzubrechen und Rohöl oder raffiniertes Öl auf dem Weltmarkt zu verkaufen. Eine Verstaatlichung würde aufgrund der Blockadehaltung des Kartells zu einem erheblichen Einnahmeverlust für Iran führen.

#### Attentat auf Premierminister Hadsch Ali Razmara
Mossadegh verschärfte die politische Auseinandersetzung mit der Regierung am 7. März 1951 mit einer Presseerklärung zur Position des Premierministers Razmara in der Ölfrage:

„Im Namen der Nationalen Front erkläre ich, dass die Iraner nur Hass gegenüber dem, was der Premierminister gesagt hat, empfinden. Wir halten eine Regierung für illegitim, die sich auf solch eine sklavenhafte Erniedrigung einlässt. Es führt kein Weg an der Verstaatlichung des Öls vorbei.“

Noch am selben Tag wurde Premierminister Hadsch Ali Razmara Opfer eines Attentats. Chalil Tahmassebi, ein Mitglied der Fedajin-e Islam, schoss dreimal und verwundete Razmara tödlich. Er wurde noch am Tatort festgenommen. Ajatollah Abol-Ghasem Kaschani erklärte den Mörder Razmaras zu einem „Retter des iranischen Volkes“ und forderte seine umgehende Entlassung aus dem Gefängnis.

#### Verstaatlichung der Ölindustrie unter Premierminister Hossein Ala
Hossein Ala war als Nachfolger Razmaras inzwischen Premierminister geworden. Eine Woche nach der Ermordung Razmaras verabschiedete unter Premierminister Hossein Ala das Parlament am 15. März 1951 das Gesetz zur Verstaatlichung der Ölindustrie. Am 20. März 1951 stimmte der Senat – die zweite Kammer Irans – dem Gesetz zu und es trat mit der Unterschrift Mohammad Reza Schahs in Kraft. Am 30. April 1951 wurde die National Iranian Oil Company (NIOC) gegründet, um die Förderanlagen und Raffinerien der Anglo-Iranian Oil Company in Iran zu übernehmen und die Geschäftstätigkeit der in die Hände des iranischen Staates übergegangenen Ölindustrie fortzusetzen. Der Parlamentsausschuss für Ölfragen sollte die Ausführungsbestimmungen zur Umsetzung des Verstaatlichungsgesetzes ausarbeiten. Mossadegh entwarf als Mitglied dieses Ausschusses einen 9-Punkte-Plan und legte ihn dem Parlament vor, ohne vorher Premierminister Ala zu konsultieren, was diesen wiederum so erboste, dass er bereits wenige Wochen nach seinem Amtsantritt seinen Rücktritt einreichte. Nun war die Stunde Mossadeghs gekommen.

## Premierminister

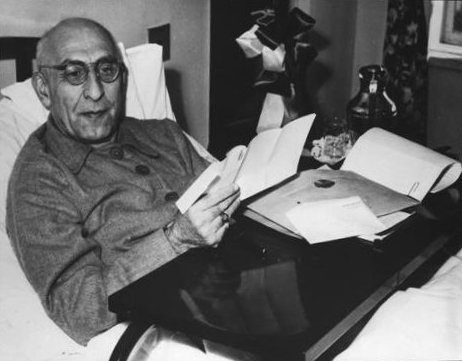
Mohammad Mossadegh (1951)

### 1951
Am 29. April 1951 ernannte Mohammad Reza Schah Mossadegh zum Premierminister. Neun Tage später, am 6. Mai 1951, wurde ihm vom Parlament mit 99 zu 3 Stimmen das Vertrauen ausgesprochen. Der Mörder Razmaras, der mit seinen tödlichen Schüssen Mossadegh die Amtsübernahme erst ermöglicht hatte, wurde im November 1952 aufgrund einer von dem Ajatollah Kaschani verfassten Resolution mit Unterstützung der Abgeordneten der Nationalen Front vom iranischen Parlament begnadigt und nach seiner Freilassung aus dem Gefängnis von Premierminister Mossadegh in seinem Amtssitz empfangen.

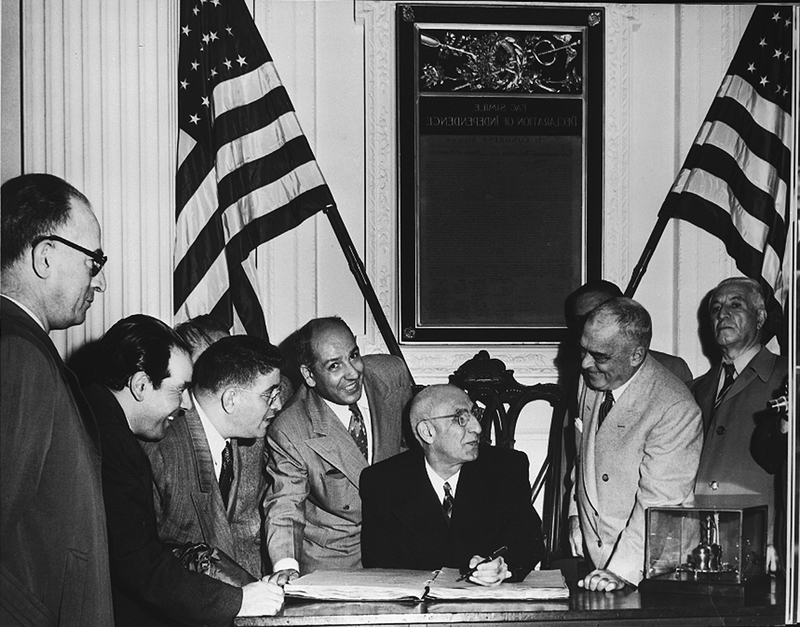
Premierminister Mossadegh zu Besuch in den USA (1951)

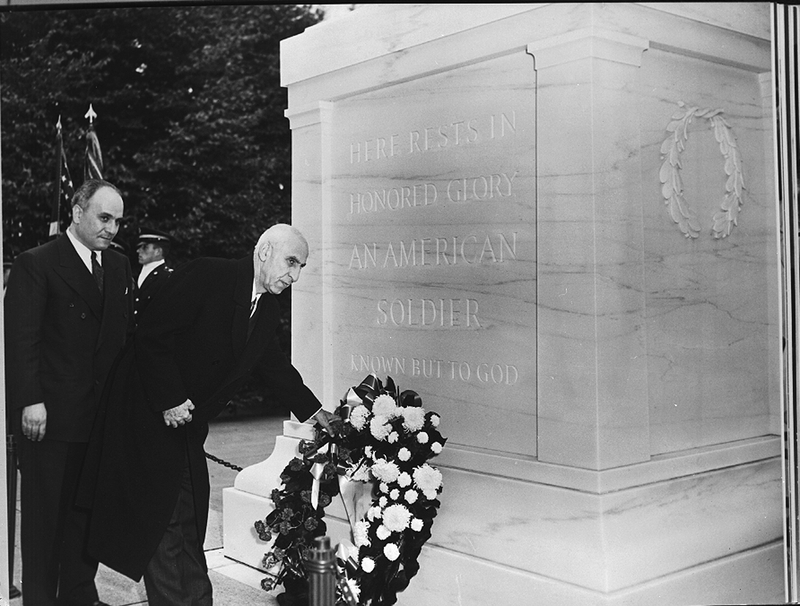
Premierminister Mossadegh am Grabmal des unbekannten Soldaten in Arlington National Cemetery, Washington D.C.

Nachdem noch vor der Amtsübernahme Mossadeghs die iranische Ölindustrie per Gesetz verstaatlicht worden war, fiel Premierminister Mossadegh die Aufgabe zu, die weiteren Verhandlungen mit der mehrheitlich im britischen Besitz befindlichen Anglo-Iranian Oil Company (AIOC) zu führen. Grundlage dieser Verhandlungen bildete der zwischen der AIOC und dem iranischen Staat geschlossene Konzessions- und Gewinnabführungsvertrag. Nach einem Abkommen vom 29. April 1933, das eine Laufzeit von 60 Jahren hatte, belief sich der persische Anteil am Gewinn auf 20 bis maximal 25 %. Iran wollte diesen Verteilungsschlüssel zu seinen Gunsten ändern und bestand auf einem Anteil von 50 %. Die Diskussion um die Revision des Gewinnverteilungsschlüssels wurde dadurch ausgelöst, dass US-amerikanische Ölgesellschaften ihren Partnern in Saudi-Arabien eine Gewinnbeteiligung von 50 % an den Öleinnahmen zugestanden hatten. Auch der Irak und Kuwait erhielten einen höheren Anteil an den Öleinnahmen als Iran.
Die britische Regierung dachte zunächst jedoch nicht daran, den bestehenden Vertrag zu ändern. Die AIOC beantragte ein Schiedsverfahren vor dem Internationalen Gerichtshof in Den Haag. Ab Juni 1951 besuchten mehrere britische und amerikanische Delegationen Teheran, um einen Vergleich auszuhandeln. Die Briten waren inzwischen grundsätzlich bereit, die Verstaatlichung anzuerkennen. Man konnte sich letztlich aber nicht darüber einig werden, welche Entschädigungszahlungen für die Verstaatlichung von der neu gegründeten National Iranian Oil Company (NIOC) den Briten zu zahlen wären. Mossadegh wollte nur den Wert der Industrieanlagen ersetzen, während die Briten auch eine Entschädigung für den von 1933 bis 1993 laufenden und nun faktisch ungültig gewordenen Konzessionsvertrag wollten, was Mossadegh wiederum entschieden ablehnte.

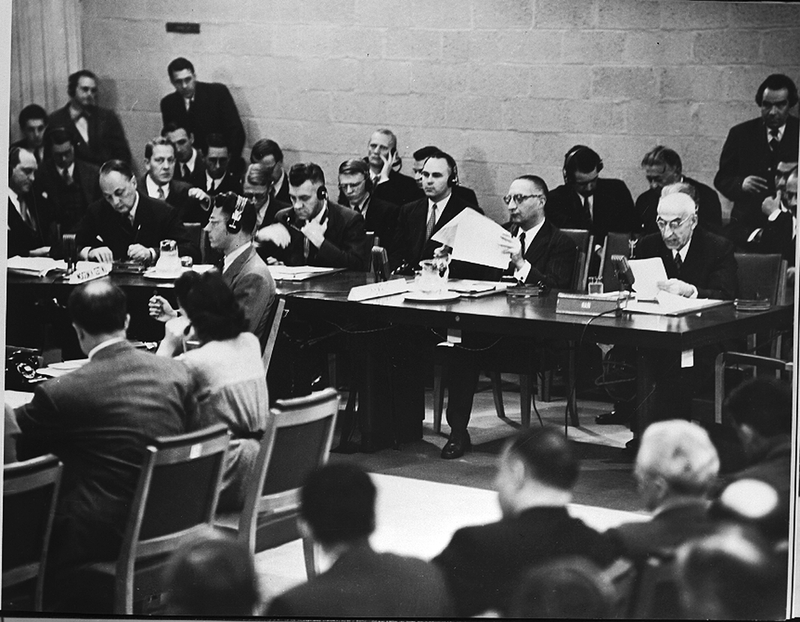
Premierminister Mossadegh vor dem UN-Sicherheitsrat

Am 5. Juli 1951 empfahl der Internationale Gerichtshof in Den Haag, an den sich die Briten gewandt hatten, Iran solle die Ölgesellschaft während der laufenden Verhandlungen ungestört weiterarbeiten lassen. Iran hatte sich geweigert, an dem Verfahren teilzunehmen. Mossadegh argumentierte, dass der Gerichtshof nur die Befugnis habe, zwischenstaatliche Rechtsstreitigkeiten zu bearbeiten. Das Konzessionsabkommen von 1933, das bei Vertragsstreitigkeiten die Anrufung eines internationalen Schiedsgerichts vorsah, war jedoch ein Vertrag zwischen Iran und einem privaten Unternehmen, was nach iranischer Auslegung des Konzessionsabkommens bedeutete, dass der Gerichtshof nicht zuständig sein könne. Der Vertreter Irans in Den Haag verwarf die Empfehlung des Gerichtshofes als „null und nichtig“ und bezeichnete sie als eine „Einmischung in innere Angelegenheiten“.
Die britische Regierung wandte sich nach dem Scheitern der Verhandlungen an den UN-Sicherheitsrat, der am 1. Oktober 1951 beschloss, die Beschwerde der Briten gegen Iran anzunehmen und einen Lösungsvorschlag auszuarbeiten. Mossadeghs Kampf um die wirtschaftlichen Interessen seines Landes wurde von der westlichen Presse nicht ohne Sympathie begleitet. So kürte das Nachrichtenmagazin Time Mossadegh 1951 zum Man of the Year.

### 1952
Großbritannien reagierte mit der Ankündigung, fortan keine Ölexporte aus Iran mehr zuzulassen, und errichtete mit Kriegsschiffen eine Seeblockade im Persischen Golf. Die dadurch entfallenden Einnahmen aus dem Ölgeschäft, auch verursacht durch das Fehlen einer ausreichenden Anzahl einheimischer Techniker zum Betrieb der Anlagen, verursachten eine wirtschaftliche Krise in Iran (Abadan-Krise).

#### Mossadegh tritt zurück – Ahmad Qavam neuer Premierminister
Am 6. Juli trat das neu gewählte Parlament zusammen und bestätigte Mossadegh als Premierminister mit 52 Stimmen der anwesenden 65 Abgeordneten. Allerdings verweigerte der Senat zunächst seine Zustimmung zur erneuten Ernennung Mossadeghs. Nur 14 von 60 Senatoren unterstützten Mossadegh. Der Schah intervenierte zu Gunsten Mossadeghs beim Senat und am 10. Juli konnte Mossadegh mit Zustimmung des Senats vom Schah zum Premierminister ernannt werden. Am 12. Juli trat Mossadegh vor das Parlament und verlangte für sechs Monate umfassende Vollmachten, um Gesetze auch ohne Parlamentsbeschluss verabschieden zu können. Obwohl Mossadegh mit Rücktritt drohte, verweigerte ihm das Parlament seine Zustimmung. Die Forderung Mossadeghs an den Schah, den Oberbefehl über die Armee abzugeben und die Armee der Regierung zu unterstellen, wurde vom Schah abgelehnt. Daraufhin reichte Mossadegh seinen Rücktritt ein.
Am 16. Juli 1952 ernannte der Schah Ahmad Qavam zum neuen Premierminister. Premierminister Qavam, der insgeheim von den Briten unterstützt wurde, gab seine Absicht bekannt, Verhandlungen mit Großbritannien aufzunehmen, um die Seeblockade zu beenden. Diese Abkehr von der zuvor verfolgten Politik weckte in der iranischen Öffentlichkeit Widerspruch und führte zu massiven Protesten von Anhängern verschiedener Strömungen, von Kommunisten ebenso wie von den von Ajatollah Abol-Ghasem Kaschani geführten Klerikern. Mossadegh symbolisierte in der öffentlichen Wahrnehmung dabei Hoffnung, Selbstachtung und die Aussicht auf Größe. Qavam dagegen stand für Niederlage und bot eine Rückkehr zur Realität an, in der das Unabänderliche zu akzeptieren war. Am 20. Juli 1952 gab der Internationale Gerichtshof in Den Haag bekannt, dass er in dem Streit zwischen Iran und Großbritannien keine richterliche Zuständigkeit habe. Mossadegh hatte mit seiner Argumentation in Den Haag gesiegt. Für den 21. Juli riefen die Tudeh-Partei und die Geistlichen um Ajatollah Kaschani zu einem Tag des Nationalen Widerstandes auf, um den Rücktritt von Ahmad Qavam zu erzwingen. In Teheran kam es zu einer Großdemonstration mit mehr als 100.000 Teilnehmern. Premierminister Qavam rief die Armee zu Hilfe, die auf die Demonstranten schoss. Am Ende des Tages waren 36 Tote zu beklagen. Ahmed Qavam erklärte daraufhin noch am selben Tag seinen Rücktritt.

#### Mossadegh erneut Premierminister
Am 27. Juli 1952 sprach das Parlament mit 61 Stimmen zu 3 Gegenstimmen Mossadeghs als Premierminister sein Vertrauen aus. Zudem erhielt Mossadegh durch ein Ermächtigungsgesetz eine auf sechs Monate ausgestellte Vollmacht, als Premierminister Gesetze ohne Zustimmung des Parlaments vorläufig in Kraft zu setzen. Damit verstimmte er Verbündete sowohl auf der Linken wie auf der Rechten. Während die einen das Aufkommen eines revolutionären Marxismus fürchteten, kritisierten die anderen seine offenbare Abkehr vom verfassungsrechtlich vorgesehenen Verfahren. Da sich Mossadegh mehr und mehr auf die Unterstützung der verbotenen Tudeh-Partei stützte, hatte er zunehmend mit der Auffassung zu kämpfen, dass er ein „Trojanisches Pferd“ der kommunistischen Infiltration sei.
Mossadegh wollte mit diesen Vollmachten nicht nur den finanziellen Handlungsspielraum des Landes sicherstellen, sondern auch Rechts-, Bildungs- und Wahlrechtsreformen angehen. Er verabschiedete eine Landreform, die Räte in den Dörfern einsetzte und den Anteil der Grundbesitzer am jährlichen Ertrag um 20 % verringerte, wobei 10 % einem Fonds der Dorfkooperative zugutekamen. Außerdem kündigte er eine Steuerreform an, die geringe Einkommen entlasten sollte, und beauftragte die Minister der Justiz, des Innern und der Erziehung, Reformen zu erarbeiten. Während sich Mossadegh dabei der Unterstützung des Madschles weitgehend sicher sein konnte, stand der Senat, dessen Mitglieder zur Hälfte vom Schah ernannt wurden und der von den Eliten des Landes dominiert wurde, in scharfer Opposition zu Mossadeghs antibritischer Außen- und liberaler Innenpolitik. Als sich der Senat Mossadeghs Reformen widersetzte, kritisierte die Nationale Front den Senat als „aristokratischen Klub“ und veranlasste dessen Auflösung, indem das Parlament ein Gesetz verabschiedete, das die Amtszeit des Senats von sechs auf zwei Jahre verkürzte. Nach einer Unterredung mit Mossadegh, in welcher dieser baldige Neuwahlen zum Senat zugesagt hatte, stimmte der Schah diesem Gesetz zwei Tage später zu. Mossadeghs Landreformen reduzierten die agrarwirtschaftlichen Profitanteile der nicht ortsansässigen Grundbesitzer. Die städtischen Notabeln, zu denen insbesondere diese Grundbesitzer gehörten, stellten den Hauptteil der tatsächlichen oder potenziellen – wenn auch nicht notwendigerweise aktiv tätig werdenden – Opponenten Mossadeghs dar. Unter den Notablen waren Berufspolitiker, leitende Verwaltungsbeamte und hochrangige Militär- oder Polizeibeamte, die miteinander und mit großen Kaufleuten verwandtschaftlich oder gesellschaftlich verbunden waren und die auch über Verbindungen zum Hof und zu den Botschaften wie der von Großbritannien verfügten. Sie stützten sich zudem auf ihre eigene individuelle Klientel, deren Interessen sie im Gegenzug für deren abrufbare Unterstützung im Bedarfsfall förderten. Solche Klientelen schlossen teils auch Anführer von Mobs ein, die in der Lage waren, Leute aus der Unterschicht zu mobilisieren.
Was durch die Wiedereinsetzung Mossadeghs als Premierminister nicht gelöst wurde, war der Streit mit der AIOC und der britischen Regierung. Die katastrophale Wirtschaftslage durch den Boykott – die Hälfte der Staatseinnahmen Irans stammte aus Erdölverkäufen und fehlte nun im Staatshaushalt – führte im Oktober 1952 zu den ersten Unruhen in Iran und zu einer wachsenden Unzufriedenheit in der Bevölkerung. Die Behandlung des Streitfalls vor dem UN-Sicherheitsrat wurde durch das Veto der UdSSR am 19. Oktober 1952 auf unbestimmte Zeit verschoben.
Mozaffar Baqai, der Führer der Arbeiterpartei und Mitbegründer der Nationalen Front, war einer der Ersten, die sich offen gegen Mossadegh stellten. Mossadegh hatte am 21. Oktober 1952 mit seiner Unterschrift ein Gesetz in Kraft gesetzt, das jeden Streik verbot und es der Polizei erlaubte, Personen, die Streiks organisierten, festzunehmen. Dabei sollte jeder Festgenommene unmittelbar als schuldig gelten, solange er nicht das Gegenteil beweisen konnte. Dieses Gesetz war für Baqai unannehmbar. Die Gefängnisse in Iran füllten sich rasch, so dass sich Mossadegh gezwungen sah, mit höchster Priorität zehn neue Gefängnisse bauen zu lassen. Parlamentspräsident Ajatollah Kaschani und seine Anhänger, die Mossadegh zunächst unterstützt hatten, sahen in dem Ermächtigungsgesetz einen eindeutigen Verfassungsbruch und wandten sich ebenfalls von Mossadegh ab. Als wichtigste politische Stütze blieb Mossadegh nur noch die kommunistische Tudeh-Partei.

### 1953
Am 6. Januar 1953 beantragte Mossadegh beim Parlament eine Verlängerung seiner Vollmacht, weiter per Dekret regieren zu können. Neben Mozaffar Baqi stellten sich weitere Abgeordnete, darunter auch Abol-Ghasem Kaschani, gegen Mossadegh. In den Straßen von Teheran kam es zu Straßenschlachten zwischen den Anhängern und Gegnern Mossadeghs. Mossadegh und Kaschani einigten sich auf eine Verlängerung von Mossadeghs Vollmacht und forderten die Bevölkerung auf, Ruhe zu bewahren. Das von Mossadegh gewünschte Gesetz wurde im Parlament zwar verabschiedet, doch die Auseinandersetzungen zwischen den Anhängern und Gegnern Mossadeghs gingen weiter.
Im Frühjahr 1953 kam es im Parlament zu einem Streit über die verfassungsmäßige Rolle des Schahs. Nach Artikel 35 des Ergänzenden Verfassungsgesetzes ist „das persische Herrschertum ein anvertrautes Gut, welches als Gottesgabe der Person des Herrschers vom Volke übertragen worden ist“. Mossadegh war der Überzeugung, dass der Schah nach der iranischen Verfassung ein „symbolischer“ Herrscher wäre und dass ihm keine exekutiven Rechte oder Vollmachten zustünden. Um diese Frage zu klären, wurde Mitte März 1953 eine aus acht Abgeordneten bestehende parlamentarische Kommission gegründet. Nach Gesprächen mit Mossadegh und dem Schah kam die Kommission zu dem Schluss, dass nach den Artikeln 35, 44 und 45 der iranischen Verfassung die Rechtsauffassung Mossadeghs zuträfe. Die Entscheidung wurde auf die Frage der politischen Verantwortlichkeit gestützt: Nach der iranischen Verfassung ist der Schah frei von jeder politischen Verantwortung, wohingegen die Minister und die Regierung die Aufgabe haben, im Namen des Schahs die Staatsgeschäfte zu führen, wobei sie gegenüber dem Parlament voll verantwortlich sind. Mossadegh und der Schah kamen überein, die Ergebnisse der Kommission anzuerkennen. Für die Gegner Mossadeghs, die seinen Sturz planten, stellte dies ein Problem dar, weil der Schah damit akzeptierte, dass er Mossadegh nicht per Dekret entlassen konnte.
Damit die Interpretation der Kommission auch Rechtskraft erlangte, musste sie dem Parlament zur Entscheidung vorgelegt werden. Hierzu kam es jedoch nicht, da die Abgeordneten, die zu Mossadegh in Opposition standen, inzwischen eine ausreichende Mehrheit hatten, um das für Beschlüsse notwendige Quorum durch Nichterscheinen zu verhindern. Haerizadeh, der Anführer der gegen Mossadegh eingestellten „Freiheitsfraktion“, erklärte, „dass sie so lange die Beschlussfähigkeit des Parlaments boykottieren würden, bis das Schicksal dieser Regierung besiegelt ist“.
Mossadegh legte den Stillstand im Parlament „Agenten und Ausländern“ zur Last und rechtfertigte ein Referendum mit der Behauptung, dass fast die Hälfte der Parlamentarier auf der britischen Gehaltsliste stünden, was der Politikwissenschaftler Mark J. Gasiorowski als eine möglicherweise richtige These einschätzt. Nach Einschätzung Gasiorowskis lieferte Mossadeghs Entscheidung, das umstrittene Referendum zur Auflösung des Parlaments durchzuführen, der Vorputschkampagne der CIA-Propaganda ein leichtes Ziel, half möglicherweise den Schah davon zu überzeugen, den Putsch zu unterstützen, und brachte auch manche Iraner gegen Mossadegh auf. Auch Ali Rahnema zufolge entschied sich Mossadegh zur Parlamentsauflösung, weil er überzeugt gewesen sei, dass eine beträchtliche Anzahl Abgeordneter von ausländischen Interessen gekauft worden sei. Die Auflösung des Parlaments per Referendum sei aber ein Glücksfall für diejenigen gewesen, die den Staatsstreich planten, weil dadurch ein politisches Vakuum entstand, das die Entlassung Mossadeghs durch ein Dekret des Schahs als legal rechtfertigen konnte.
Das am 3. August 1953 abgehaltene Referendum zur Auflösung des Parlaments brachte Mossadegh eine Mehrheit. In Teheran stimmten 155.544 Wähler für und 115 gegen die Auflösung des Parlaments. Das Referendum wurde nicht nur von Mossadeghs Gegnern, sondern auch von mit ihm befreundeten Politikern kritisiert. So waren die Vorschriften für eine geheime Abstimmung dadurch nicht eingehalten worden, dass die Ja-Stimmen in einem anderen Wahllokal abgegeben werden mussten als die Nein-Stimmen. Dadurch wurde für jedermann offensichtlich, wer mit Nein abstimmen wollte. Vor den Wahllokalen für Nein-Stimmen hatten sich zudem Mossadegh-Anhänger versammelt, die die Wähler, die gegen die Auflösung des Parlaments stimmen wollten, bedrohten.
Obwohl das Referendum keine rechtlichen Auswirkungen hatte, da Volksabstimmungen nach der iranischen Verfassung nicht vorgesehen waren und nach der Verfassung das Parlament nur vom Schah aufgelöst werden konnte, erklärte Mossadegh in einer Radioansprache, dass das Parlament aufgrund des Ergebnisses der Volksabstimmung seine Legitimität verloren habe. Mossadegh erhoffte sich bei den anstehenden Neuwahlen eine überwältigende Mehrheit. Nachdem am 2. August 1953 Mossadegh die Kontrolle über die königlichen Paläste übernommen hatte, wurde dem Schah nicht mehr gestattet, ohne vorherige Erlaubnis des Ministerpräsidenten Besucher zu empfangen. Nur mit List konnte der Schah Kontakt zu seinen Mitverschwörern halten. Kermit Roosevelt jr. von der CIA und der US-Botschafter Loy W. Henderson „bearbeiteten“ den Schah, die Operation Ajax anlaufen zu lassen.
Der Schah verließ am 11. August 1953 Teheran in Richtung Ramsar am Kaspischen Meer – angeblich eine geplante Urlaubsreise; am 16. August 1953 flog er zu einem Zwischenaufenthalt nach Bagdad, am 18. August 1953 nach Rom, am 22. August – nach dem von CIA und MI6 inszenierten Putsch vom 19. August – zurück.
Die Rechtslage bezüglich der politischen Befugnisse des Schahs war nach der Auflösung des Parlaments durch Mossadeghs Referendum vom 3. und 10. August wieder unklar. Infrage stand, ob in Abwesenheit des Parlaments der Schah das verfassungsmäßige Recht hatte, den Premierminister zu entlassen und einen neuen zu ernennen, oder ob der Premierminister Parlamentswahlen abhalten musste, um das neue Parlament einen neuen Premierminister wählen zu lassen. Nach Mossadeghs Auffassung hatte nur das Parlament das Recht, den Premierminister zu ernennen oder zu entlassen. Jenen, die Mossadegh vorhielten, dass er nach der Auflösung des Parlaments aufgrund des Referendums vom 3. bzw. 10. August eine Verfassungskrise ausgelöst hätte und deshalb der Schah das verfassungsmäßige Recht gehabt hätte, ihn zu entlassen und einen neuen Premierminister zu ernennen, entgegnete Mossadegh, dass das Dekret seiner Entlassung das Datum vom 22 Mordad (13. August) trage, während das Parlament erst durch eine Zeitungsnotiz vom 25 Mordad (16. August) aufgelöst worden sei.

## Militärputsch

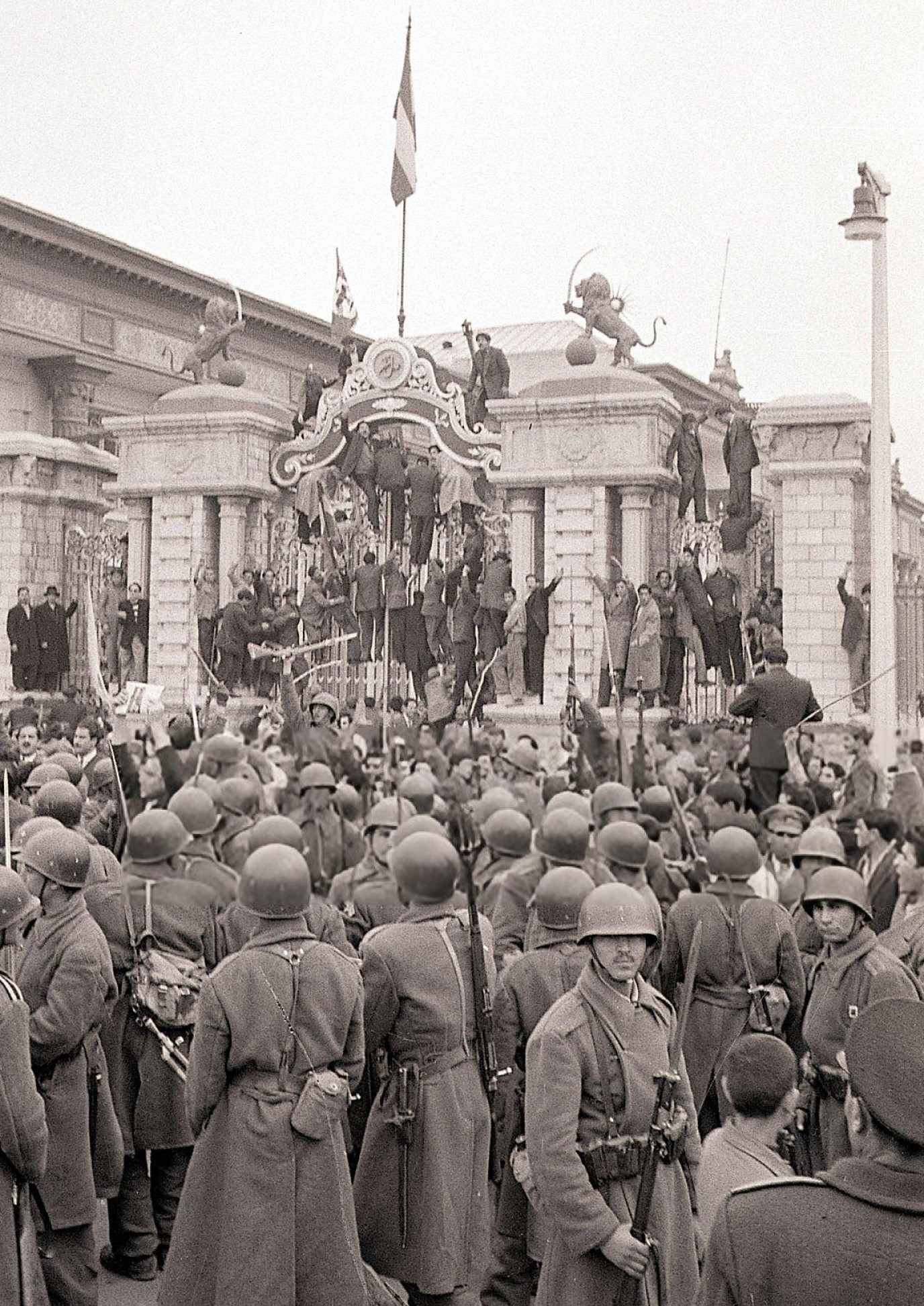
Iranische Truppen vor dem Parlament, Teheran 19. August 1953

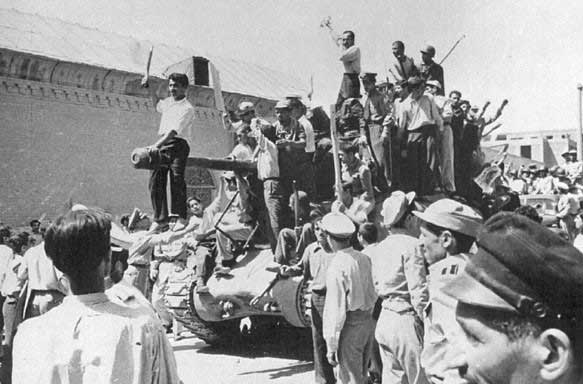
Ein Panzer der iranischen Armee auf dem Weg zum Haus von Premierminister Mossadegh, 19. August 1953

Im August 1953 wurde die Regierung Mossadegh unter Beteiligung der Nachrichtendienste der USA und Großbritanniens gestürzt. Der Putsch führte schnell zu einer großangelegten Verwicklung der USA in die iranische Politik, die in der iranischen Öffentlichkeit als äußerst negativ angesehen wurde. Teile der Armee, Grundbesitzer, konservative Politiker und der Großteil des religiösen Establishments halfen direkt oder indirekt beim Putsch und stellten die gesellschaftliche Grundlage für das neue Regime dar, wurden jedoch wenig später ebenfalls politisch ausgeschaltet, so dass das neue Regime über keine reelle soziale Basis oder Legitimität verfügte und zunehmend auf repressive Instrumente und die Unterstützung fremder Mächte – insbesondere der USA – vertrauen musste.
Bereits vier Monate vor dem Putsch, am 4. April 1953, hatte der CIA-Direktor Allen W. Dulles ein Budget von einer Million US-Dollar bereitgestellt, das dazu verwendet werden sollte, Mossadegh zu stürzen („in any way that would bring about the fall of Mossadegh“). Nach der Radioansprache Mossadeghs und der faktischen Auflösung des Parlaments war der Weg nun frei. Auf Drängen der USA hatte der Schah nach langem Zögern am 13. August eingewilligt, per Dekret den früheren Innenminister im ersten Kabinett Mossadeghs General Fazlollah Zahedi zum neuen Premierminister zu ernennen. Die rechtlichen Voraussetzungen hierfür hatte Mossadegh mit der Auflösung des Parlaments selbst geschaffen. Nach der Verfassung war der Schah berechtigt, den Premierminister nach der Auflösung des Parlaments, das den Premierminister gewählt hatte, abzusetzen und durch einen Interimspremierminister bis zur Neuwahl des Parlaments zu ersetzen. Parlamentarier hatten Mossadegh vor der Auflösung des Parlaments gewarnt und ihn darauf aufmerksam gemacht, dass er mit der Auflösung des Parlaments dem Schah das Recht in die Hand gebe, ihn abzusetzen und durch einen anderen Premierminister zu ersetzen. In der Vergangenheit hatte der Schah bereits achtzehn Mal von diesem Recht Gebrauch gemacht. Mossadegh war sich jedoch sicher, dass Schah Mohammad Reza Pahlavi diesen Schritt nicht wagen würde.
Am 15. August 1953 wurde Mossadegh von Noureddin Kianouri, einem führenden Vertreter der Tudeh-Partei, telefonisch von seiner geplanten Entlassung durch den Schah unterrichtet. Noureddin Kianouri sprach von einem „Putsch gegen Mossadegh“. Die Tudeh-Partei hatte ein geheimes Netzwerk von Mittelsmännern in der Armee bis hin zur Imperial Guard des Schahs aufgebaut und so von den Plänen, Mossadegh als Premierminister abzusetzen, erfahren. Oberst Nematollah Nassiri, Leiter der Imperial Guard, begab sich am Abend des 15. August zum Haus von Mossadegh und übergab ihm eine von Schah Mohammad Reza Pahlavi unterzeichnete Entlassungsurkunde. Mossadegh unterzeichnete den Erhalt der Entlassungsurkunde. Nassiri verließ das Haus von Mossadegh, wurde dann aber dort festgenommen. Die Imperial Guard war indessen ausgerückt, um strategisch wichtige Plätze in Teheran zu besetzen. Der Stabschef der Armee Riahi und Außenminister Fatemi waren von der Imperial Guard zunächst festgenommen, auf Anordnung Mossadeghs jedoch wieder freigelassen worden.
Mossadegh erklärte am nächsten Morgen in einer Rundfunkansprache:

„In der vergangenen Nacht wurde ein Staatsstreich gegen die Regierung versucht. Die meisten Verräter sind hinter Gittern. Nur Zahedi und einem kleinen Kern konnte die Flucht gelingen. Ich setze eine Belohnung von 500.000 Rial für die Ergreifung Zahedis aus. Tod allen Verrätern!“

Nach dem 16. August gelang es Mossadegh und seinen Kollegen nicht, Proteste zu organisieren, um ihre Stärke zu demonstrieren, und Mossadegh verbot alle Demonstrationen. Als die CIA-gestützten Agents Provocateurs am 17. August begannen, für ein Chaos zu sorgen, stellte Mossadegh keine Sicherheitskräfte ab, um sie aufzuhalten. Am 19. August 1953 (28. Mordad 1332) zogen bereits am frühen Morgen Pro-Schah-Demonstranten durch die Straßen Teherans. Gegen Mittag schlossen sich Polizei- und Militäreinheiten den Mossadeghgegnern an und stürmten Außenministerium, Polizeizentrale und Hauptquartier des Armee-Generalstabs. Um der Bevölkerung den Erlass des Schahs, dass Mossadegh vom Schah als Premierminister entlassen und General Zahedi zum neuen Premierminister ernannt worden war, bekannt zu machen, hatte der Sohn von General Zahedi, Ardeschir Zahedi, bereits am 16. August 10.000 Exemplare in einer Druckerei herstellen und unter der Bevölkerung und an die Presse verteilen lassen. Am 18. August war eine Kopie der vom Schah unterschriebenen Entlassungsurkunde Mossadeghs und Ernennungsurkunde Zahedis auf der ersten Seite der von Mozaffar Baqai herausgegebenen Zeitung Schahed abgedruckt worden. Weitere Zeitungen veröffentlichten die Urkunden am 19. August. Die Nachrichten über die Entlassung Mossadeghs verbreiteten sich rasch in Teheran. Im Basarviertel sammelten sich die Pro-Schah-Demonstration gegen neun Uhr und zogen dann durch die Straßen Teherans mit Pro-Schah-Rufen. Auch in den Provinzen kam es zu Pro-Schah-Demonstrationen. In Täbris, Isfahan und Schiras waren Zivilisten und Militärs auf den Straßen und riefen: „Lang lebe der Schah.“ Öffentliche Gebäude wurden von den Demonstranten besetzt und über die lokalen Radiostationen wurden Durchsagen zur Unterstützung von Schah Mohammad Reza Pahlavi gesendet.
Mossadegh, der sich im Verlauf des Putsches in sein Privathaus zurückzog, wurde von ihm ergebenen Offizieren beschützt. Die bewaffneten Auseinandersetzungen zwischen Mossadegh-Anhängern und Zahedi-Truppen fanden überwiegend vor dem Hause Mossadeghs statt und forderten über 200 Tote und 300 Verwundete. Fünf Tage nach dem Putsch bot Mossadegh General Zahedi telefonisch seine Kapitulation an. Mossadegh wurde von Zahedi mit den Worten: „Ich will Ihnen nichts Böses. Sie werden einen fairen Prozess bekommen“ festgenommen und in einer Kaserne interniert. Sowohl der General als auch der am 22. August vom selbst auferlegten Exil in Rom zurückgekehrte Schah zollten Mossadegh Respekt und behandelten den einstigen Weggefährten und späteren Widersacher vergleichsweise milde.
Eine dem gängigen Geschichtsbild widersprechende Interpretation des Sturzes von Mossadegh vertritt der Iran-Experte Ray Takeyh. Laut ihm wurde die Rolle der westlichen Geheimdienste bei diesem Ereignis bisher überschätzt und die wegen der wirtschaftlichen Entwicklung zunehmende Stimmung gegen Mossadegh in der iranischen Mittelschicht und im Klerus zu wenig berücksichtigt. Was sich am 19. August 1953 in Teheran genau abgespielt habe, lasse sich heute nicht mehr präzise bestimmen. Tatsache ist, dass sich viele Geistliche gegen Mosaddegh wandten. Die Zeitung der Fedāʾiyān-e Eslām rühmte nach der Rückkehr des Schahs den Putsch als „heiligen Aufstand“, forderte die Hinrichtung Mossadeghs und pries den Schah als muslimischen Helden der Welt. Einen Monat später erklärte Kaschani, Mossadegh verdiene die Hinrichtung, da er das schlimmste Vergehen begangen habe: Er habe gegen den Schah rebelliert, das Land „verraten“ und wiederholt gegen das heilige Gesetz verstoßen.

## Der Prozess und die letzten Jahre

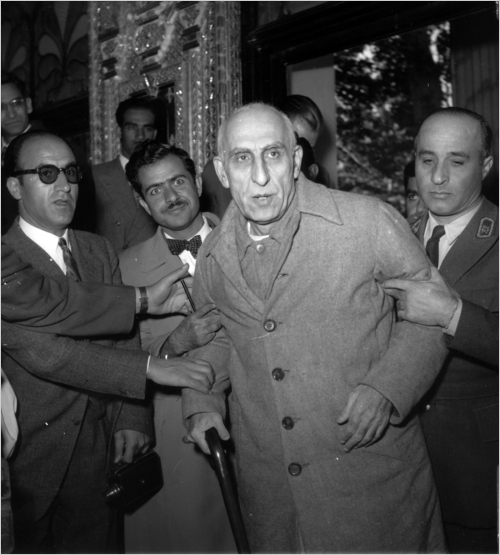
Mossadegh wird in den Gerichtssaal geführt

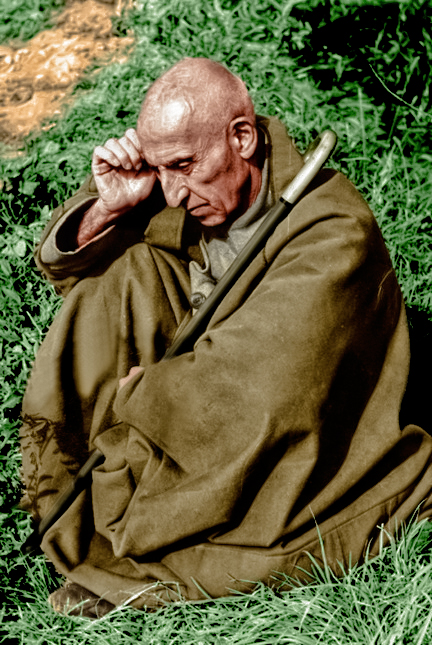
Mohammad Mossadegh in Ahmad Abad, 1965

Mossadegh wurde unter dem Vorwurf des Hochverrats Ende 1953 vor ein Militärtribunal gestellt. Das Dekret des Schahs, mit dem Mossadegh am Morgen des 16. August konfrontiert war und das ihn als Premierminister durch General Zahedi ersetzte, hätte Mossadegh als ethischer Legalist wohl akzeptiert, wenn er nicht den Eindruck gehabt hätte, dass dies und der Putsch Teile eines Komplotts des Auslands waren, um die Nationalisierung des iranischen Öls aufzuhalten. Einfach zurückzutreten hätte aus seiner Sicht bedeutet, den Willen des Volkes zu ignorieren, nachdem der Aggressor bereits einmal besiegt worden war. Mossadegh selbst gab in dem Prozess an, der gegen ihn nach seinem Sturz angestrengt worden war: „Wäre es nicht um die Bewahrung der Bewegung zur Verstaatlichung der Ölindustrie gegangen, hätte ich das königliche Dekret geküsst und wäre zurückgetreten.“ Bei seiner Entschlussbildung waren für Mossadegh die Umstände entscheidend, denn es gab zum einen Berichte über einen Putsch, zum anderen konnte er den Schah persönlich nicht erreichen, um seine Zweifel zu klären. Außerdem waren ihm an dem Dekret selbst Unregelmäßigkeiten in Datierung und Gestaltung aufgefallen. Er kam zu dem Schluss, dass der Schah das Edikt zwar unterschrieben hatte, aber nicht wirklich über dessen Inhalt informiert war. Doch Mossadeghs Versuch, einerseits die Monarchie zu retten und andererseits die Verschwörer zu besiegen, erwies sich als unmöglich.
Mossadegh wurde von dem Militärtribunal zum Tode verurteilt. Durch eine Intervention des Schahs wurde die Strafe auf drei Jahre Gefängnis reduziert. Im Dezember 1956 wurde Mossadegh aus der Haft entlassen und zog sich in sein Privathaus in Ahmad Abad in der Provinz Qazvin zurück, wo er bis zu seinem Tode am 5. März 1967 unter Hausarrest stand.
Der Schah schickte nach dessen Haftentlassung, so Gérard de Villiers, einen Bevollmächtigten, um Mossadegh zu ermahnen, sich aus der Politik herauszuhalten. Die Antwort Mossadeghs:

„Ich wäre ganz schön verrückt, mich um ein Volk zu kümmern, das mich in der Not im Stich gelassen hat!“

## Familie
Mohammad Mossadegh war mit Schams-al-Saltaneh (Sonne des Königreichs), der Tochter von Zia-al-Saltaneh und Zain al-Abedin Zahir al Islam (dem 5. Imam Dschomeh von Teheran) verheiratet. Seine Ehefrau übernahm nach dem Tod ihrer Mutter deren Titel Zia-al-Saltaneh. Aus der Ehe gingen zwei Söhne (Ahmad, Gholam Hossein) und drei Töchter (Mansureh, Zia Aschraf und Chadidscheh) hervor.

## Rezeption und Einzelaspekte
Die bis heute anhaltenden Diskussionen über Mossadegh haben zu einer tiefen Spaltung in der iranischen Gesellschaft geführt. Für die einen ist er ein Symbol des Antiimperialismus, während andere ihn für die politischen Fehlentwicklungen in Iran der Nachkriegszeit verantwortlich machen.

### „Diktatur“-Vorwurf
Vorwürfe, Mossadegh strebe eine Diktatur an, hatte bereits die zeitgenössische US-amerikanische Presse erhoben. Zeitungen wie die New York Times bezeichneten Mossadegh 1953 durchweg als „Diktator“. Der Politikwissenschaftler Richard W. Cottam stellte einerseits fest, Mossadegh habe 1953 eine diktatorische Führungsrolle angenommen und sogar ein „typisches totalitäres Plebiszit“ abgehalten. Andererseits habe Mossadeghs Weigerung, die kommunistische Tudeh oder die feudalistische Rechte zu unterdrücken, zur Krise beigetragen. Der Bruch der Nationalen Front zur Jahreswende 1952/3 habe ihm die diktatorische Kontrolle aufgezwungen, gegen die er so lange angekämpft habe. Nach Mossadeghs Sturz habe sich Iran bis 1960 dann von einem losen Autoritarismus zum Totalitarismus entwickelt, der vom Schah diktatorisch kontrolliert worden sei. William A Dorman und Mansour Farhang weisen dagegen darauf hin, dass Mossadeghs Regierungsstil – abgesehen vom Plebiszit – weitaus demokratischer gewesen sei als alles, was Iran bis dahin gekannt habe. Mossadegh habe im Gegensatz zur späteren Politik des Schahs weder die Presse unterdrückt noch Gegner festnehmen lassen, keine Geheimpolizei aufgebaut oder Folter gefördert.
Gegner Mossadeghs sehen das Gesetz zur Bevollmächtigung (ekhtiyarati), das Mossadegh nach der Juli-Revolte 1952 dem Parlament vorgelegt hatte und das am 3. August 1952 beschlossen wurde, als Beweis dafür, dass Mossadegh ein „Diktator“ gewesen sei. Der Iranist und Ökonom Homa Katouzian weist dagegen darauf hin, dass Mossadegh die Vollmachten vom Parlament nur für eine begrenzte Zeit erhalten hatte, um Finanz-, Rechts-, Sozial- und andere Reformen durchzuführen. Das Parlament blieb weiterhin bestehen und debattierte täglich über alle Angelegenheiten von politischem Interesse. Mossadeghs Regierung habe selbst konspirative Aktivitäten, die gegen sie gerichtet waren, nicht unterbunden und sei auch gegen schwere Gesetzesverstöße der rechten oder der linken Opposition nicht vorgegangen. Ohne die Vollmachten wäre Mossadegh nach Katouzians Einschätzung nicht in der Lage gewesen, unter den gegebenen Bedingungen das Land zu führen. Das Land habe in Konfrontation mit einer Weltmacht gestanden, die mächtigen Feinde im Inland seien oft auch außerparlamentarisch gegen die Regierung vorgegangen, und Iran habe sich aufgrund des internationalen Boykotts iranischen Erdöls und der daraus resultierenden Krise in ernsten wirtschaftlichen Problemen befunden.

### Demokratie
Mossadegh wird häufig als Vorkämpfer für Freiheit und Demokratie in Iran dargestellt. Dabei wird auch darauf Bezug genommen, dass er bereits Mitglied des ersten iranischen Parlaments war und aktiv an der Konstitutionellen Revolution von 1905 bis 1911 teilgenommen habe.
Mossadegh meldete sich als Abgeordneter von Isfahan beim ersten iranischen Parlament, wurde jedoch nicht als Abgeordneter zugelassen, da er das Mindestalter von 27 Jahren für Abgeordnete noch nicht erreicht hatte. Das Wahlgesetz des ersten Parlaments sah eine Wahl nach Ständen vor. Mossadegh hatte sich als Vertreter der Großgrundbesitzer von Isfahan gemeldet, da seine Familie umfangreichen Landbesitz in Isfahan hatte. Mossadegh konnte bei der Wahlkommission des Parlaments auch kein Wahlergebnis durch die Bürger von Isfahan nachweisen. Zudem wohnte Mossadegh nicht in Isfahan und erfüllte damit eine weitere Anforderung des damaligen Wahlgesetzes nicht. Im Standardwerk zur Konstitutionellen Revolution Irans von Ahmad Kasravi taucht der Name Mossadegh nicht weiter auf. Im entscheidenden Jahr 1909, in dem Sattar Khan, Bagher Khan und Sardar Asad einen verzweifelten Kampf um die iranische Verfassung führten und sich am Ende auch mit militärischen Mitteln durchsetzten, war Mohammad Mossadegh in Paris. Die Abschaffung der absolutistischen Monarchie zu Gunsten einer konstitutionellen Monarchie ist nicht mit dem Namen Mohammad Mossadegh verbunden.
Eine weitere Möglichkeit für Mohammad Mossadegh, sich für ein freiheitliches politisches System in Iran einzusetzen, bestand 1924. Im Oktober 1923 wurde Reza Khan, der spätere Reza Schah Pahlavi, Premierminister Irans. Am 29. Oktober 1923 hatte Mustafa Kemal Pascha in der Türkei die Republik ausgerufen und das Kalifat abgeschafft. Am 20. April 1924 wurde die neue türkische Verfassung in Kraft gesetzt, mit der die Scharia abgeschafft wurde. Bereits am 20. Januar 1924 war in einer türkischen Zeitung ein Artikel erschienen, in dem die Staatsform der Republik auch für Iran gefordert wurde. Premierminister Reza Khan setzte sich für die Gründung einer Republik Iran ein, scheiterte aber am Widerstand der schiitischen Geistlichkeit, die eine Säkularisierung Irans und damit einen Verlust an politischer Einflussnahme fürchteten. Es war insbesondere der Abgeordnete Hassan Modarres, der den parlamentarischen und außerparlamentarischen Widerstand gegen die Einführung einer Republik Iran organisierte. Mossadegh, der ebenfalls zu dieser Zeit Abgeordneter des iranischen Parlaments war, unterstützte weder die republikanische Bewegung noch sprach er sich dagegen aus. Weder in der 40. noch in der entscheidenden 42. Sitzung des Parlaments, in der über die Änderung der Staatsform Irans diskutiert wurde, findet sich eine Wortmeldung von Mossadegh.
Eine weitere Möglichkeit, ein demokratisches System in Iran zu etablieren, bestand während seiner Zeit als Premierminister in den Jahren 1951 bis 1953. Nach seinem Rücktritt und der erneuten Ernennung zum Premierminister (1952) bestand Mossadegh darauf, zunächst für die Dauer von sechs Monaten per Dekret zu regieren. Die Abgeordneten diskutierten diese Entmachtung des Parlaments sehr kontrovers, stimmten aber letztlich zu, da sich das Land in einer schweren politischen und wirtschaftlichen Krise befand. Während des Jahres 1953 verschärfte sich die Kritik der Abgeordneten an Mossadegh, so dass er nicht mehr mit einer Verlängerung seiner Vollmachten rechnen konnte. Er drohte den Abgeordneten mit einer Auflösung des Parlaments, obwohl er als Premierminister nicht die verfassungsmäßigen Rechte zur Parlamentsauflösung hatte. Mossadegh ließ daher eine Volksabstimmung zur Auflösung des Parlaments abhalten, obwohl die Verfassung Irans keine Volksabstimmungen vorsah.

### Demokratisch gewählter Premierminister
Mossadegh war der einzige demokratisch gewählte Premierminister von Iran, so die Behauptung, die auch in dem Film Women Without Men von Shirin Neshat zitiert wird. Nach der damals gültigen Verfassung Irans ernannte jedoch der Schah den Premierminister. Dieser stellte sich danach dann einem Vertrauensvotum des Parlaments. So geschah es auch bei Mohammad Mossadegh.

### Verstaatlichung der Ölvorkommen
Mossadegh habe die Ölvorkommen Irans verstaatlicht, so die Aussagen, doch die Forderung, die Ölförder- und Verarbeitungsanlagen der Anglo-Iranian Oil Company zu verstaatlichen, wurde bereits am 24. Dezember 1950 von dem Abgeordneten und Führer der Arbeiterpartei Mozaffar Baqai in der 96. Sitzung der 16. Legislaturperiode des iranischen Parlaments als Resolution mit der Unterschrift von insgesamt neun Abgeordneten eingebracht. Baqai gelang es nicht, die für einen Antrag benötigten elf Abgeordneten zu einer Unterschrift zu bewegen. Die Frage der Nationalisierung der iranischen Ölindustrie wurde im iranischen Parlament bereits unter Premierminister Ali Razmara intensiv diskutiert. Razmara wandte sich gegen eine Verstaatlichung, da er der Überzeugung war, dass Iran weder die personellen noch die wirtschaftlichen Möglichkeiten hatte, das iranische Öl zu fördern, zu verarbeiten und zu vermarkten. Zudem waren Bodenschätze schon durch die Verfassung von Iran staatliches Eigentum. Bei der Frage der Verstaatlichung ging es also um die technischen Anlagen und Raffinerien der – in mehrheitlich britischem Besitz befindlichen – Anglo-Iranian Oil Company. Nach der Ermordung Razmaras wurde im Rahmen einer Gesetzesvorlage unter Premierminister Hossein Ala die Nationalisierung der Ölindustrie vom Parlament mehrheitlich beschlossen.
Dem auf Ala folgenden Premierminister Mossadegh fiel die Aufgabe zu, die Nationalisierung gegen den politischen Druck Großbritanniens zu verteidigen. Aufgrund eines von den Briten verfügten Embargos kam es in Iran zu einer Wirtschaftskrise, die zu erheblichen sozialen Verwerfungen führte. Mossadegh ließ sich vom Parlament umfassende Vollmachten genehmigen, die ihm eine Regierung per Dekret ermöglichten. Mehrere auch von den USA unterstützte Vermittlungsversuche, die politische und wirtschaftliche Abadan-Krise durch ein entsprechendes Abkommen zu beenden, wurden von Mossadegh abgelehnt. Die Parlamentarier, die die kompromisslose Haltung Mossadeghs zunächst unterstützt hatten, wandten sich zunehmend von Mossadegh ab und wollten ein Ende dieser Politik.

### Erinnerungspolitik in der Islamischen Republik
In der Islamischen Republik versucht man, das Andenken an Mossadegh in Grenzen zu halten. In Schulbüchern zur iranischen Geschichte werden Mirza Kutschak Khan zwölf Seiten, Hassan Modarres vier, Fazlollah Nuri weitere vier und Mossadegh weniger als zwei Seiten gewidmet – ungefähr so viel wie Navvab Safavi, dem Führer der Fedāʾiyān-e Eslām. Die Massenmedien erheben Ayatollah Abol-Qasem Kaschani zum wahren Anführer der Öl-Nationalisierungskampagne und stellen Mossadegh lediglich als Anhängsel des Ayatollahs dar. Chomeini selbst lobte Kaschani häufig, erwähnte Mossadegh jedoch nur selten.